# Rezzato
Rezzato (Rezat in dialetto bresciano) è un comune italiano di 13 571 abitanti della provincia di Brescia in Lombardia.
Posto immediatamente ad est della città di Brescia nell'area tra il capoluogo e il lago di Garda, è il più popoloso dell'est bresciano e il terzo comune dell'hinterland per numero di abitanti dopo Gussago e Concesio.
Fin dal Cinquecento la vicinanza alle cave di marmo di Botticino e la forte vocazione al lavoro artigianale lo hanno reso noto come il "paese degli scalpellini" (o tàia-préde in dialetto bresciano), abili addetti alla lavorazione del marmo.
Il 3 agosto 2022 ha ricevuto il titolo di città per meriti di carattere storico e culturale.

## Geografia fisica

### Territorio
Si trova nell'area pedemontana immediatamente ad est del capoluogo.
Il territorio è costituito da tre grandi macroregioni morfologiche: l'ansa pianeggiante tra il monte Maddalena, la collina di Botticino e il monte Regogna. Il sistema collinare è costituito dai monti Regogna, Fieno e Marguzzo, parte delle Alpi meridionali italiane, e da due culminazioni quali il monte Peladolo e il poggio San Martino, leggermente distaccati dalle altre alture.

### Orografia

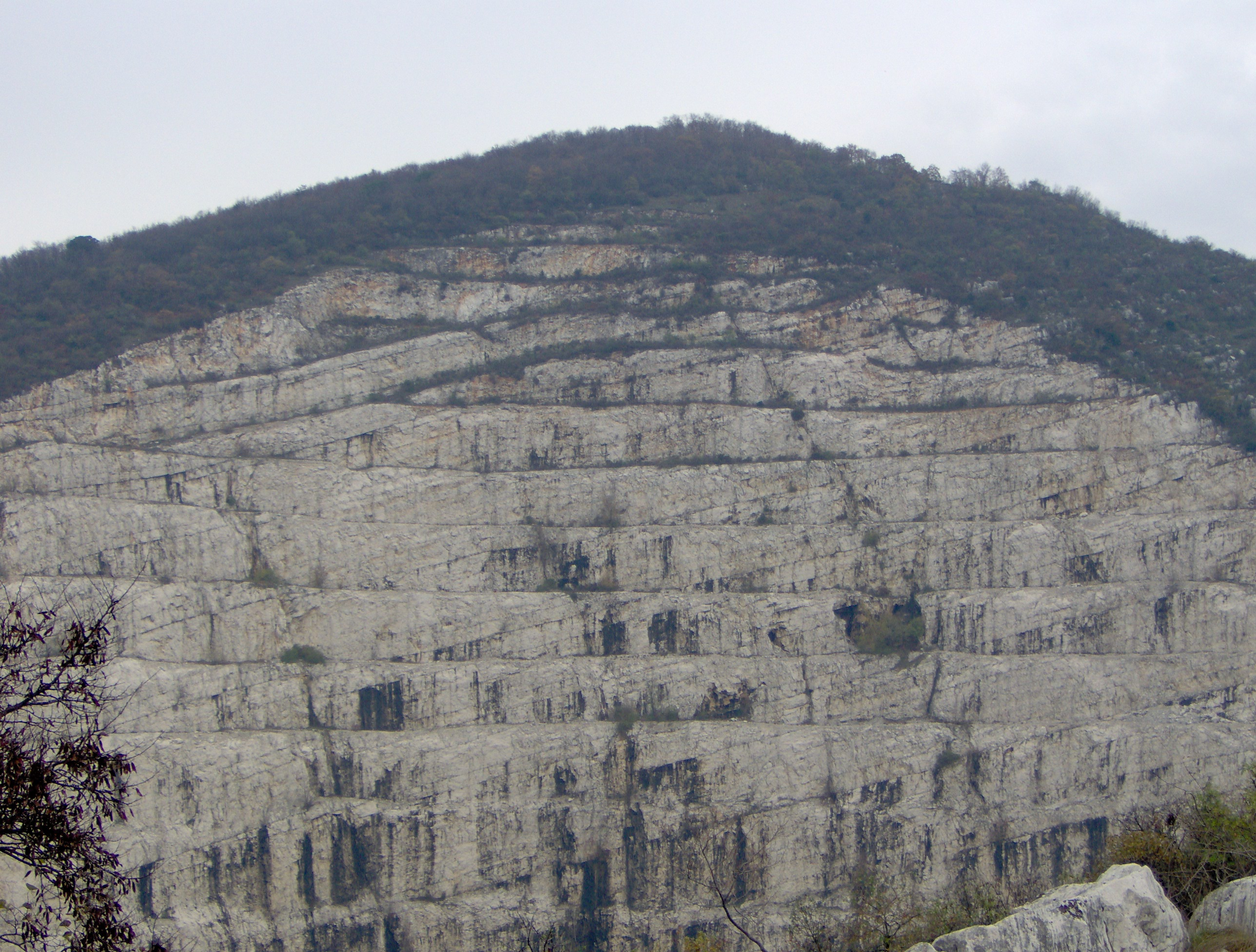
Il monte Regogna e la cava Burgazzi, attiva fino al 1970.

I detti sistemi collinari nascono nel corso delle varie ere geologiche e sono costituiti da diversi tipi di rocce.
Una è la corna, costituita da carbonato di calcio e magnesio, formatasi quasi 193 milioni di anni fa. È presente in tutto il bacino compreso tra i monti Regogna e Marguzzo, nonché il poggio San Martino. Importanti studi effettuati sul monte Regogna hanno individuato varie forme fossilizzate di vita animale e vegetale marina.
L'età del corso inizia poco dopo quella della corna. Di questa roccia è costituita la parte inferiore del monte Regogna e tutto il monte Peladolo. Essendo parti molto basse, quindi un tempo sommersi del mare, sono state rinvenute conchiglie fossili di ammoniti e ricci di mare.
Il medolo, il quale affiora sulla parte occidentale del monte Regogna, ha una formazione di gran lunga più recente (178 milioni di anni fa) ed è una roccia costituita da calcari marmosi. Il medolo è caratteristico di un ambiente marino profondo e pertanto anche qui affiorano resti di conchiglie fossili.
Le rocce più giovani sono quelle che costituiscono il colle San Pietro; sono costituite da calcari grigi alternati a marne formatisi 147 milioni di anni fa.

### Idrografia

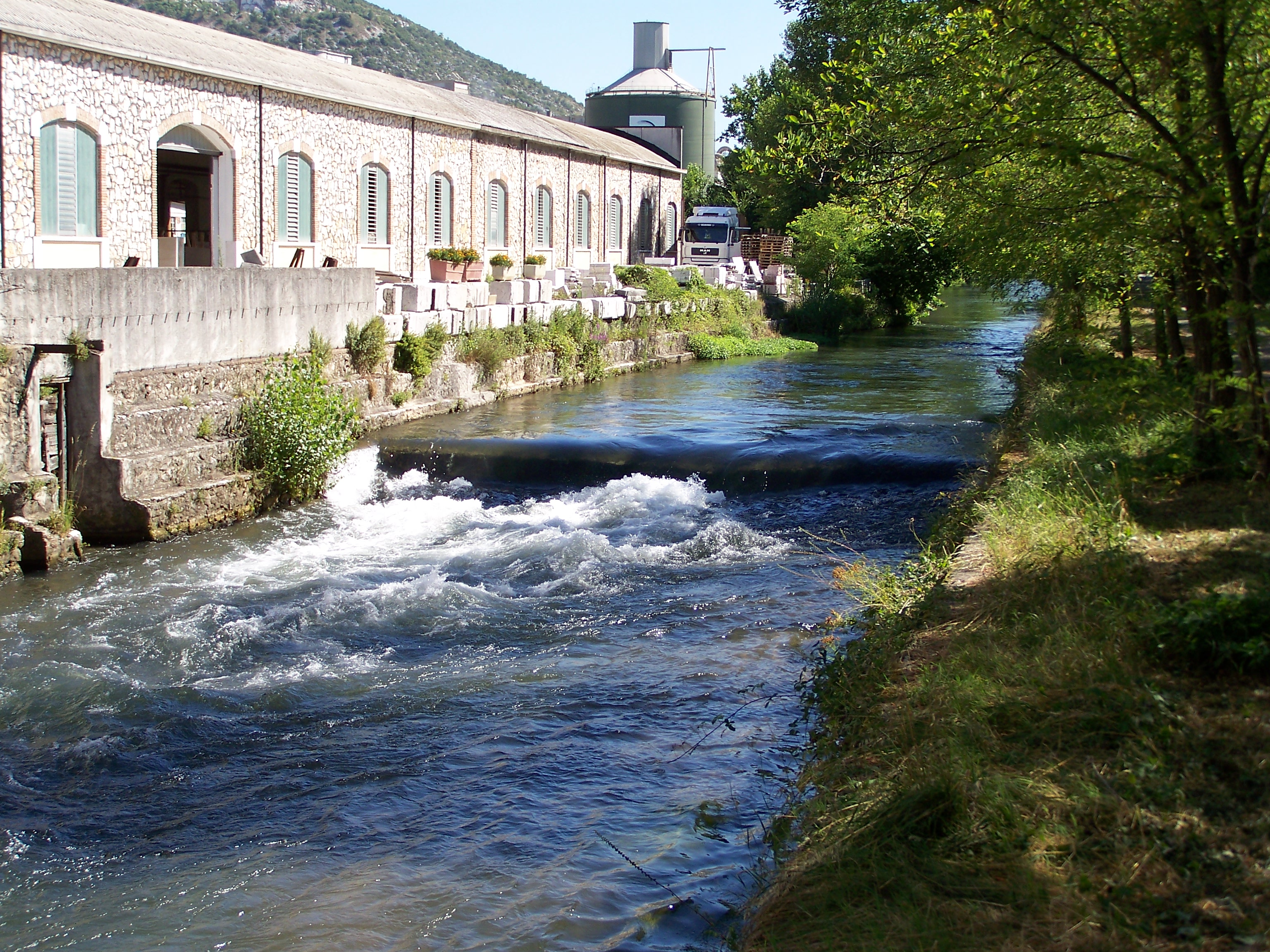
Il Naviglio di Brescia a Rezzato.

Il territorio di Rezzato è attraversato dal Naviglio Grande Bresciano, che dal Gavardo si dirige verso Brescia, rifornendo tutti i torrenti agricoli della Valverde e della pianura a sud.
Il torrente Rino attraversa il centro storico della frazione di Virle e si immette nel Naviglio Grande Bresciano all'altezza dello svincolo stradale di Treponti. Nei pressi della foce del Rino dalle acque del Naviglio si dirama il torrente detto della Lupa che si dirige nelle campagne a sud di Treponti verso Castenedolo.
Da Botticino scende il torrente Rino Musia che attraversa parte del territorio nord-est rezzatese, per poi entrare nel comune di Brescia.

## Origini del nome

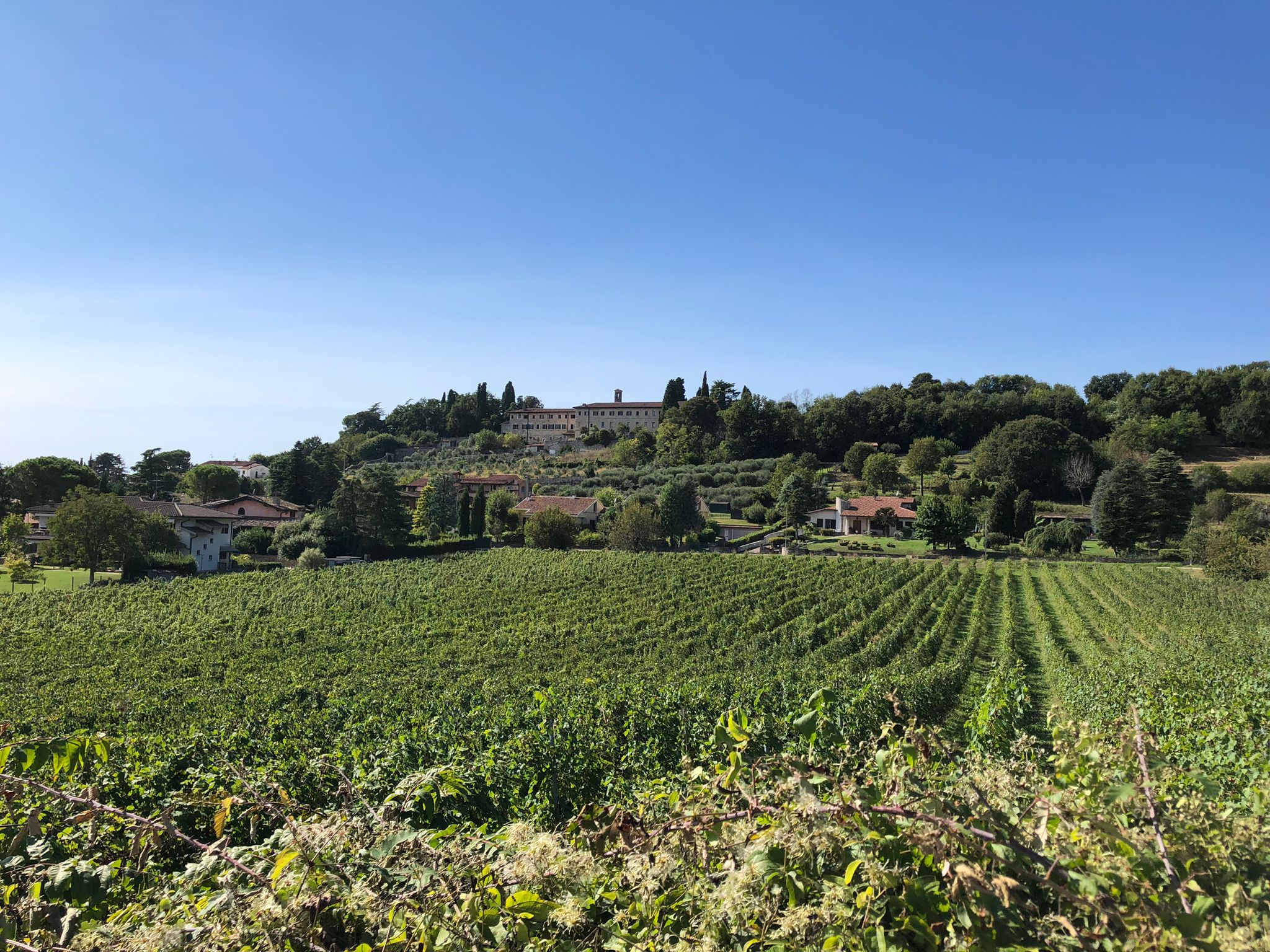
Vigneti nella zona del Serraglio.

Tra le molte ipotesi sull'etimologia del toponimo Rezzato, quella più famosa riguarda la storia di un leggendario re di nome Zato che viveva nel territorio ad est di Brescia. Nel tempo la leggenda divenne così famosa che oggi lo stemma del comune raffigura un mezzo busto di un re. Tra le tante leggende attorno a questa figura, la più strana è quella dell'attribuzione al re di una moglie la regina Sabina, la quale regnava sulla valle Sabbia.
L'ipotesi più plausibile è, comunque, quella della derivazione del termine dal complesso della curtis vetus o Curvione, dalla quale corte regia o Regiadum, il luogo dove nel medioevo l'imperatore sostava durante i suoi viaggi diplomatici. Per ricordare questa nobile origine, rimane tutt'oggi, presso la stazione ferroviaria, la località Curvione, esito di Curtis Vetus.

## Storia

### Età antica
I reperti più antichi ritrovati risalgono al Neolitico; il luogo di ritrovamento fu la Cavernetta Ca' dei Grii. Questa cavità si trovava sul versante meridionale del monte Regogna ed è andata perduta a causa dello sfruttamento della cava vicina nel 1969. Era lunga circa 9 m e larga 3,50 m; durante i lavori iniziati nel 1954 al suo interno furono trovati frammenti vascolari risalenti alla Cultura dei vasi a bocca quadrata e anche resti scheletrici. Non si esclude che la cavernetta sia stata usata come rifugio per una famiglia durante la Seconda guerra mondiale. Altri reperti, rinvenuti sul monte Peladolo, databili intorno all'Età del Bronzo; su questa collina, infatti, si ritiene fosse presente un abitato di palafitte. Durante i molti lavori di scavo tra il 1881 e il 1968 sono stati rinvenuti molti manufatti in terracotta e anche dei crani di bambini e scheletri umani.
L'età romana vede il territorio di Rezzato oltrepassato da un'importante strada, la via Gallica, che collegava Brescia a Verona, oggi ricalcata dal percorso della ex statale 11. In più, da alcuni reperti emerge che probabilmente all'altezza di Treponti vi fosse un bivio di questa strada che portava a Gavardo e a Vobarno (ora questa strada secondaria è ricalcata dalla statale 45 bis).
In età romana Rezzato, insieme a Botticino, fu uno dei luoghi di estrazione del marmo più sfruttati dagli antichi Romani, come dimostrano i materiali utilizzati per la costruzione di molti edifici a Brescia e a Roma. Non ci sono, però, importanti ritrovamenti risalenti a quell'epoca se non alcuni mattoni usati per la costruzione delle case romane rinvenuti nel 1998 nella zona del santuario della Madonna di Valverde, un'ara della gens Livia trovata sul colle San Pietro, una lanterna rappresentante il dio Dioniso trovata con alcune tombe nella località Torre, una fibula in bronzo trovata sul monte Peladolo e un lastricato di strada romana scoperto nel 1971 durante i lavori per il cavalcavia Rezzato-Botticino.

### Medioevo
Il Medioevo è il periodo di nascita del paese. Intorno all'anno 1000 il vescovo di Brescia Landolfo donò alcuni fondi ai monaci benedettini del monastero di Sant'Eufemia per bonificare la zona ad est della città. Grazie ai monaci le terre furono bonificate e nacque il primo centro abitato che dipendeva religiosamente e civilmente dal monastero di Sant'Eufemia. Nel 1299 il vescovo di Brescia Berardo Maggi venne incontro alle richieste dei rezzatesi emanando un decreto in cui dichiarava la nascita del paese di Rezzato.
Una tradizione religiosa vuole sia avvenuta qui, nell'estate del 1399, una celebre apparizione mariana in località Valverde. Divenuta subito luogo di pellegrinaggio del movimento dei "Bianchi", vi sorse in seguito un santuario.

### Età moderna
Nel 1429 Rezzato passò sotto il dominio della Repubblica di Venezia e iniziò un periodo di prosperità e fioritura del commercio.
Nel 1548 il nobile Giacomo Chizzola fondò a Rezzato la prima accademia di agronomia.
Negli anni successivi a Rezzato furono costruite molte ville, tra cui Villa Fenaroli e Villa Provaglio.
Sotto il provvisorio dominio dei Visconti, nel Cinquecento, Rezzato fu posto come paese capitano della regione Quadra (comprendente anche i comuni di Sant'Eufemia della Fonte, Mazzano, Caionvico, Borgosatollo, Castenedolo, Virle e Calcinato).
Il comune era governato da tre consiglieri che duravano in carica un anno; 12 consoli che a turno ricoprivano la carica di massaro e un cancelliere.

### Età contemporanea
Passato nel XVIII secolo sotto l'impero napoleonico, divenne poi parte dell'impero austro-ungarico.
Il 15 dicembre 1839 l'architetto Rodolfo Vantini vi fondò una scuola per tagliapietre. Funzionante già in parte nel 1843, la scuola trovò una sua sede definitiva in una costruzione disegnata dal Vantini stesso ed inaugurata, dopo lunghe interruzioni per gli avvenimenti del 1848 e la morte dell'architetto, nel 1858. 
Il 22 marzo 1848 il paese fu scenario di quello che è passato alla storia con il nome di fatto di Rezzato. I volontari guidati dai patrioti Vittorio Longhena e Asdrubale Gallinetti, con l'aiuto dei contadini del luogo e di quelli di Sant'Eufemia, Virle e Serle, questi al comando di don Pietro Boifava, chiamati dalle campane riuscirono dopo aver eretto barricate in località "Ponte", a fermare e a catturare un convoglio di 163 soldati austriaci diretti a Brescia. L'azione ebbe una tale eco che convinse il generale Friedrich Karl zu Schwarzenberg alla capitolazione.
Durante la seconda guerra d'indipendenza italiana, Rezzato fu tra gli scenari della Battaglia di Treponti che si tenne fra i Cacciatori delle Alpi di Garibaldi e le forze austriache nella campagna tra Treponti e Castenedolo.
Dal punto di vista amministrativo, dal 1859 al 1926 Rezzato fece parte del circondario di Brescia ed era a capo del mandamento X che comprendeva anche i comuni di Borgosatollo, Botticino Sera, Botticino Mattina, Mazzano, Castenedolo, Nuvolera, Nuvolento, Serle, Ciliverghe, Caionvico, Virle Treponti.
Nel 1897 fu aperta la ferrovia Rezzato – Vobarno che fino al 1968 collegava la Valsabbia alla stazione posta sulla ferrovia Milano – Venezia.
Nel 1928 fu integrato il territorio del soppresso comune di Virle Treponti, formato dalle attuali frazioni di Virle e di Treponti.
Rezzato fu colpito da 43 incursioni aeree alleate e fu luogo di transito delle operazioni politico-militari che da Brescia si muovevano verso il lago. Nel periodo tra l'8 settembre 1943 ed il 28 aprile 1945 a Rezzato si sviluppò un'organizzazione partigiana artefice anche del giornale clandestino Il ribelle.

### Simboli
Lo stemma e il gonfalone del comune di Rezzato sono stati concessi con decreto del presidente della Repubblica del 2 marzo 2007.
Il gonfalone è un drappo rettangolare di azzurro.
Nonostante la recente concessione, lo stemma di Rezzato è piuttosto antico ed appare già negli Annali della Spettabile Comunità di Rezzato del 1749, anche se con qualche differenza negli smalti. Abbina alle caratteristiche di arma parlante i simboli dell'appartenenza alla fazione guelfa, tratto comune a molte altre località del bresciano. Alla figura del leggendario re Zato, a cui per paraetimologia si fa risalire l'origine del nome del paese, si accompagnano gli emblemi guelfi del giglio e della fascia dentata nel lembo inferiore.

### Onorificenze
Il 3 agosto 2022 Rezzato ha ottenuto per decreto del presidente della Repubblica il titolo onorifico di città d'Italia.

## Monumenti e luoghi d'interesse

### Architetture religiose
Chiesa di San Giacomo

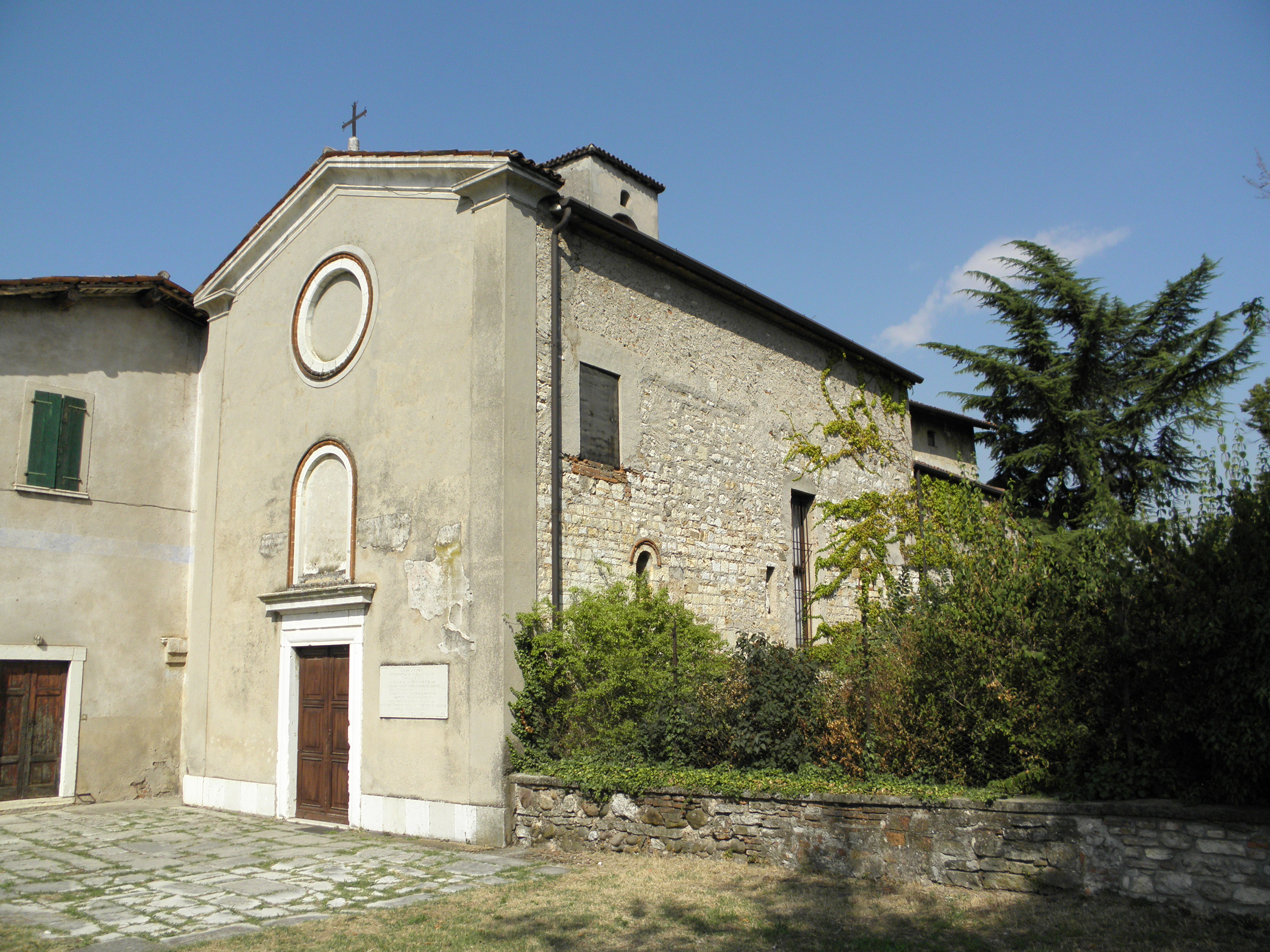
La chiesa di San Giacomo.

Costruita tra il 1102 e il 1122 in completo stile romanico, è stata ristrutturata nel 1542 e riaffrescata interamente tra il 1589 e il 1601 da Pier Maria Bagnadore, conosciuto come Il Bagnatore. La chiesa, secondo l'Anelli, è l'unico complesso freschivo ad opera di questo artista. Attualmente chiusa, ogni anno vi si celebra una messa il 25 luglio, festività di San Giacomo.
Accanto alla chiesa sorge l'Ospedale detto di San Giacomo, detto anche di Buffalora, situato sulla strada fra Rezzato e Castenedolo verso Buffalora, eretto nel 1102 e parte dei possedimenti del monastero di sant'Eufemia della fonte. L'indulgenza e la scomunica per coloro che avrebbero osato profanare il luogo furono più volte riconfermate da diverse bolle nel corso dei secoli: nel 1132 da papa Innocenzo XII e successivamente da papa Alessandro III nel 1170, dove ne confermano anche i beni.
Nel corso del Medioevo la zona dell'ospedale e della chiesa era diventata anche luogo di riferimento per i contadini dei campi circostanti.
Nei primi anni del XIV secolo l'abate del monastero di sant'Eufemia della fonte, Inverardo Confalonieri, fece ricostruire l'ospedale presente. 
Convento di San Pietro in Colle

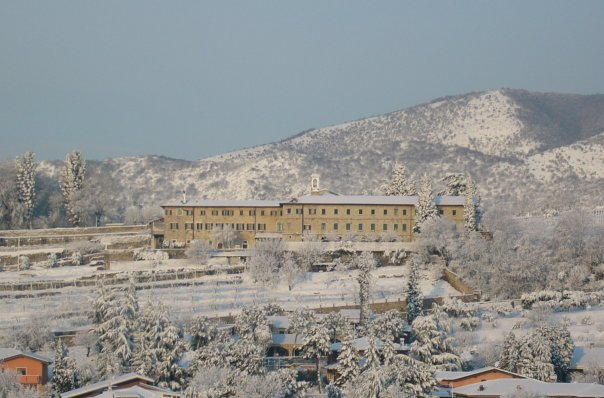
Il Convento francescano in inverno.

Il colle San Pietro è importante per le comunità religiose di Rezzato e Virle, poiché sulla sua sommità fu costruito nel 1008 un piccolo monastero benedettino. I monaci vi rimasero fino al 1299, quando, con la nascita del comune, vi fu istituita la prima chiesa parrocchiale. Nel 1460 la chiesa fu abbandonata perché la parrocchia si trasferì nell'attuale chiesa di San Giovanni.
Nel 1571 salì sul colle e nel convento una piccola comunità di frati Cappuccini.
Nel 1798 subì la soppressione di tutte le istituzioni religiose da parte della Repubblica Francese e fu ripristinato solo nel 1836 grazie a monsignor Ferrari. Dopo un'ulteriore chiusura ad opera del governo italiano, venne poi ripristinato definitivamente nel 1869.
Nel XX secolo tornarono i frati minori francescani che vi rimasero fino al 2022. Attualmente ospita una comunità di suore francescane.
Il monastero possiede una biblioteca ben fornita con manoscritti antichissimi.
Chiesa di San Giovanni Battista

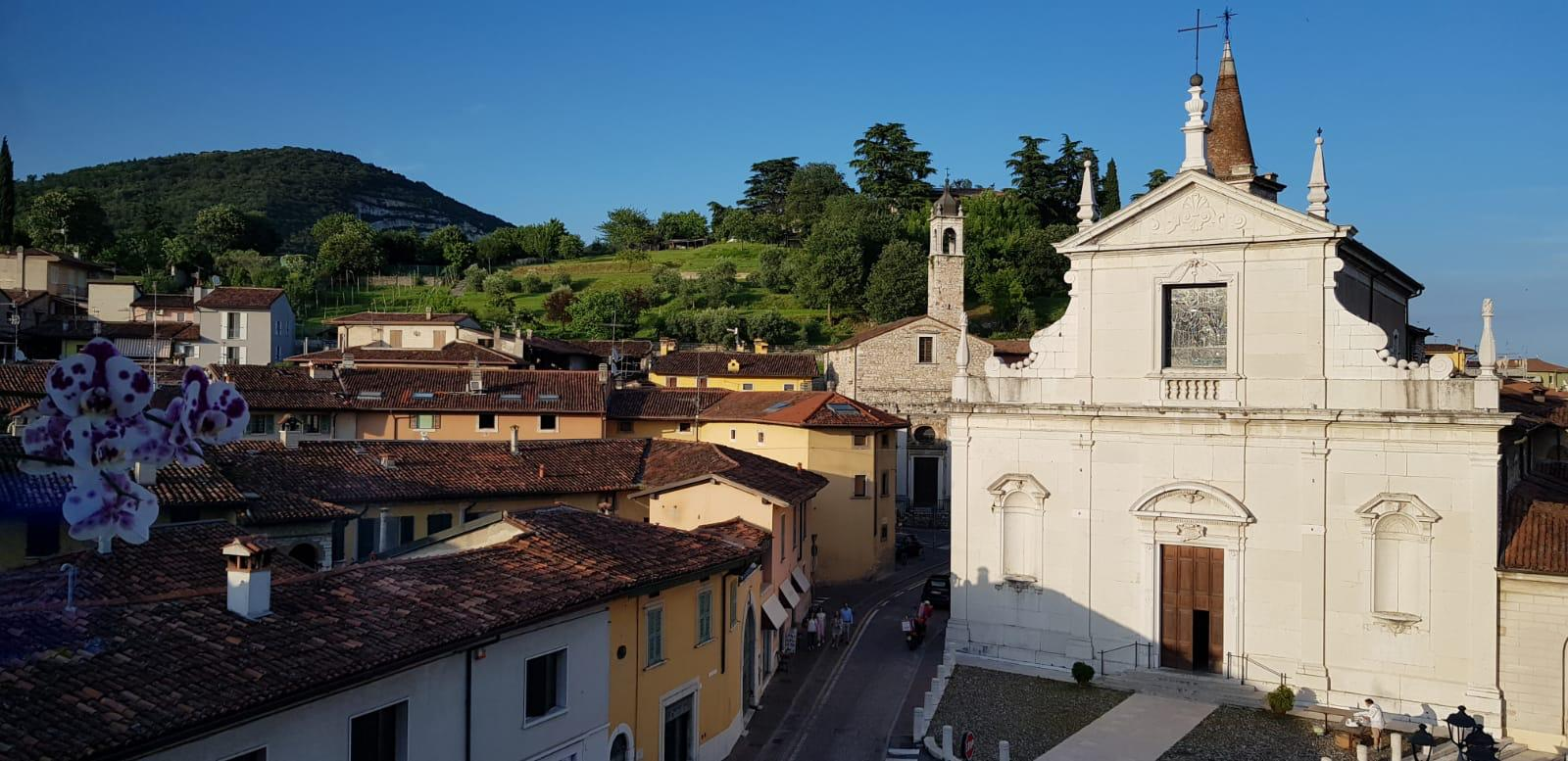
La chiesa di San Giovanni Battista e sullo sfondo la chiesa del Suffragio.

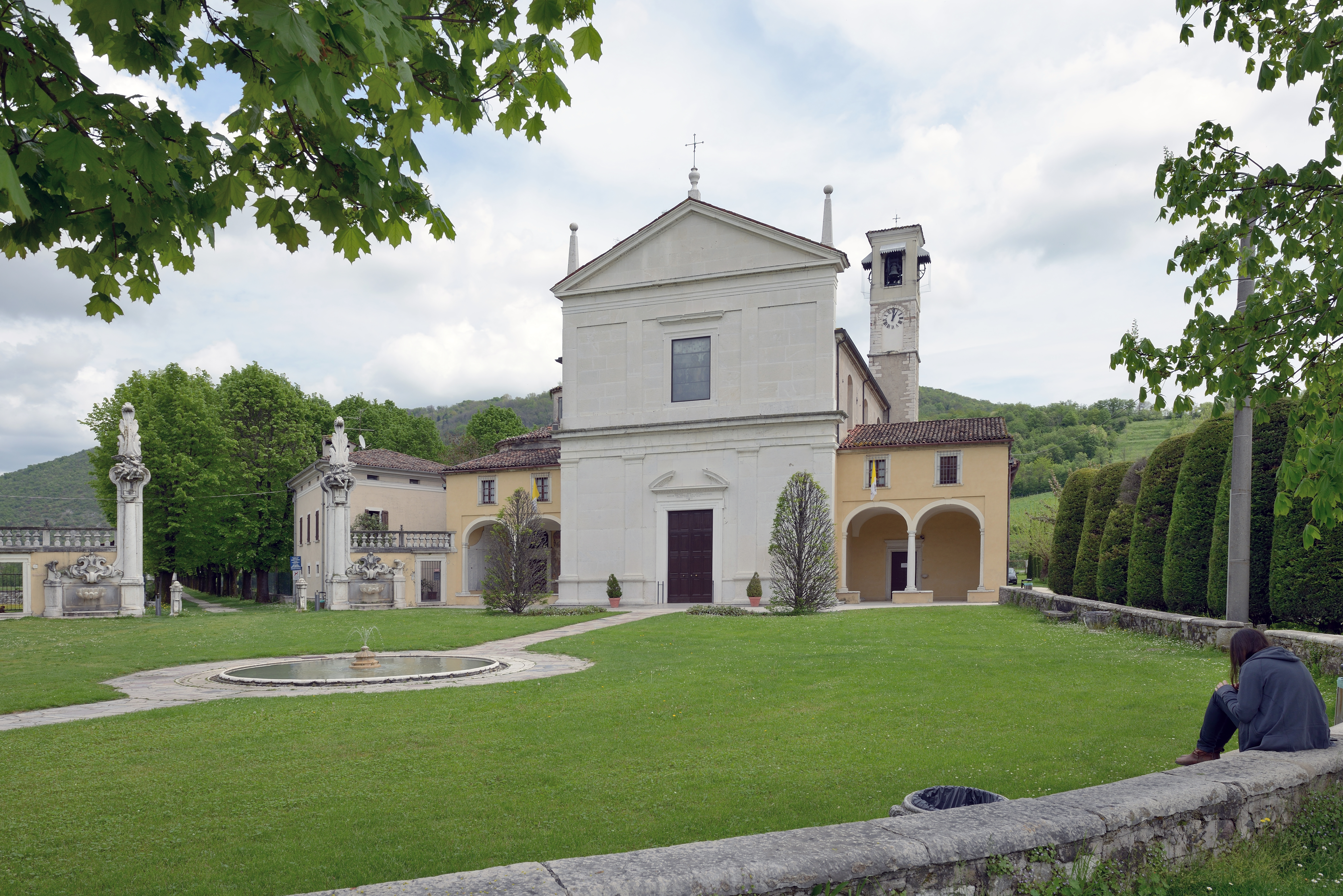
Il santuario della Madonna di Valverde.

Nel 1631 il Consiglio di Rezzato deliberò la costruzione di una nuova parrocchiale che rispondesse alle esigenze del culto per il continuo incremento demografico. Il nucleo centrale (di cui oggi si può ancora ammirare il campanile) risale al 1310, la ristrutturazione in stile barocco termina nel 1672.
Oltre all'altare maggiore in marmo di botticino, essa era arricchita da vari altari laterali dedicati al Santissimo Sacramento, Sant'Anonio, San Sebastiano e al Santissimo Rosario. 
Accanto alla chiesa attuale fu edificata nel 1707 la chiesa della Confraternita del Suffragio. Completamente spoglia al suo interno, possiede un campanile che termina con una caratteristica cupola arabeggiante in bronzo, alla cui estremità si trova una piccola bandiera segnavento.
Santuario della Madonna di Valverde
La strada che collega il paese al santuario risale al 1642 e la cappelletta sul laghetto (luogo dell'apparizione) fu costruita nel 1400 e poi ristrutturata nel 1712 in seguito all'apparizione del 1711. Il fatto che la strada e il santuario vero e proprio siano stati costruiti nel Seicento si deve all'aumento di religiosità dei rezzatesi e alla crescita della popolazione locale in quel periodo.
Discorso a parte merita la rotonda di S.Maria in Vallis Verdis. L'edificio di architettura romanica (l'unico della zona) era presente prima ancora dell'apparizione e denota la particolare devozione mariana della Valverde. Eretto intorno all'anno 1000, nel XVII secolo l'edificio fu inglobato nella chiesa del santuario (oggi, infatti, da fuori non si riesce a distinguere la Rotonda). Nella prima parte la costruzione ha una forma circolare, come se si volesse imitare la pianta del S. Sepolcro a Gerusalemme, il che significa che il progetto è posteriore all'anno della prima crociata (1099).
Altre chiese
Nel territorio del comune si trovano anche altri edifici religiosi:
- Chiesetta di San Carlo, edificata successivamente alla visita pastorale di San Carlo Borromeo nel 1580. Originariamente era una semplice cappella, poi ampliata nel 1925, si trova sul corso della roggia Cavallina;
- Chiesa di San Carlo, edificata tra il 1965 e il 1967, è stata una delle prime chiese post-conciliari realizzate in provincia di Brescia. Divenne sede parrocchiale nel 1984;
- Chiesa di San Giuseppe, inaugurata nel dicembre 1982 nel quartiere Aldo Moro.

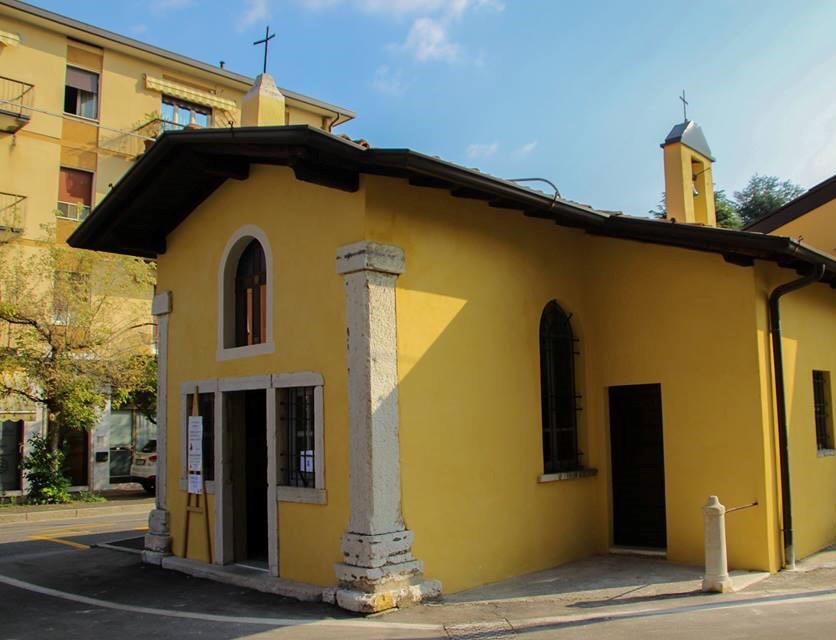
La chiesetta di San Carlo
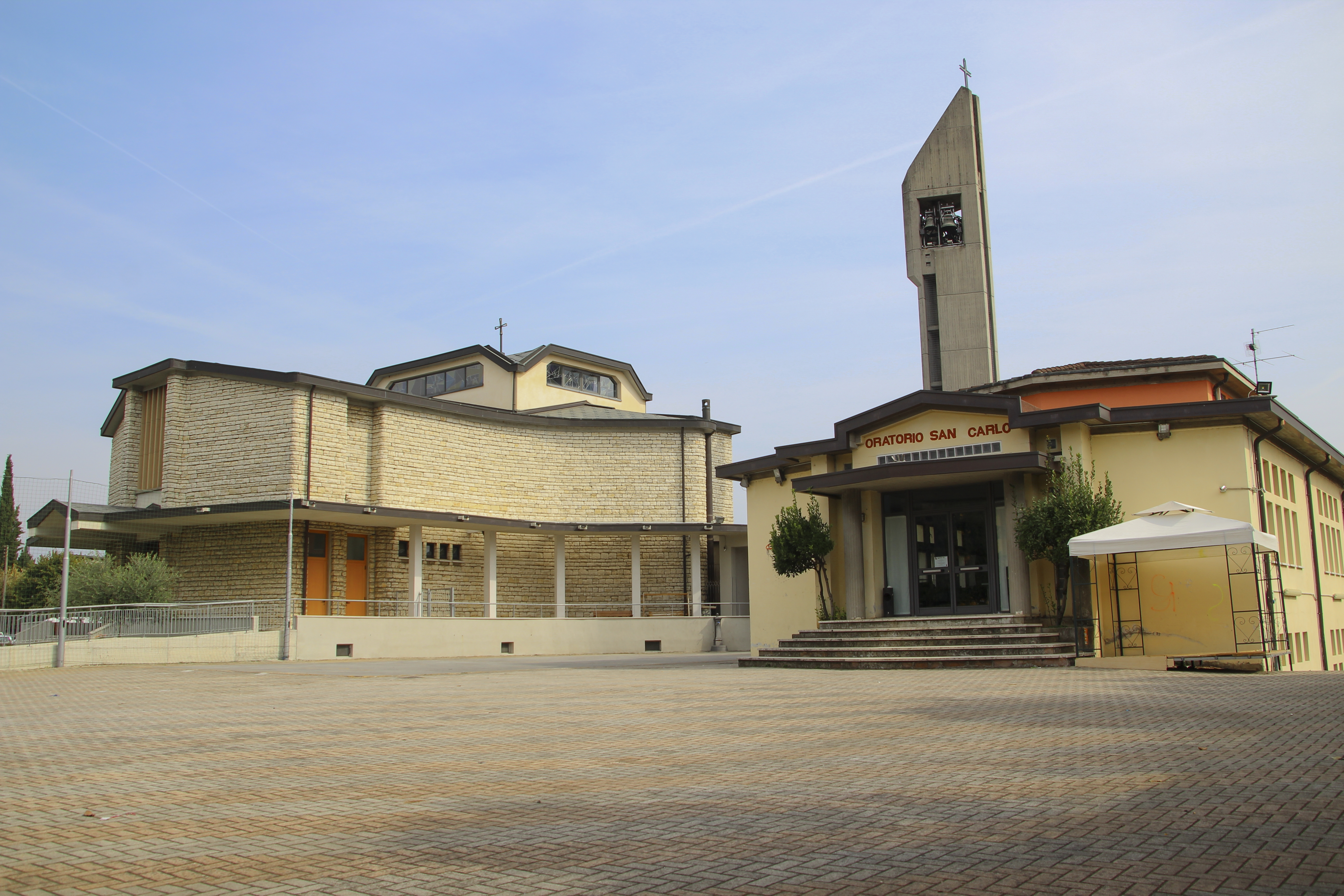
La chiesa di San Carlo
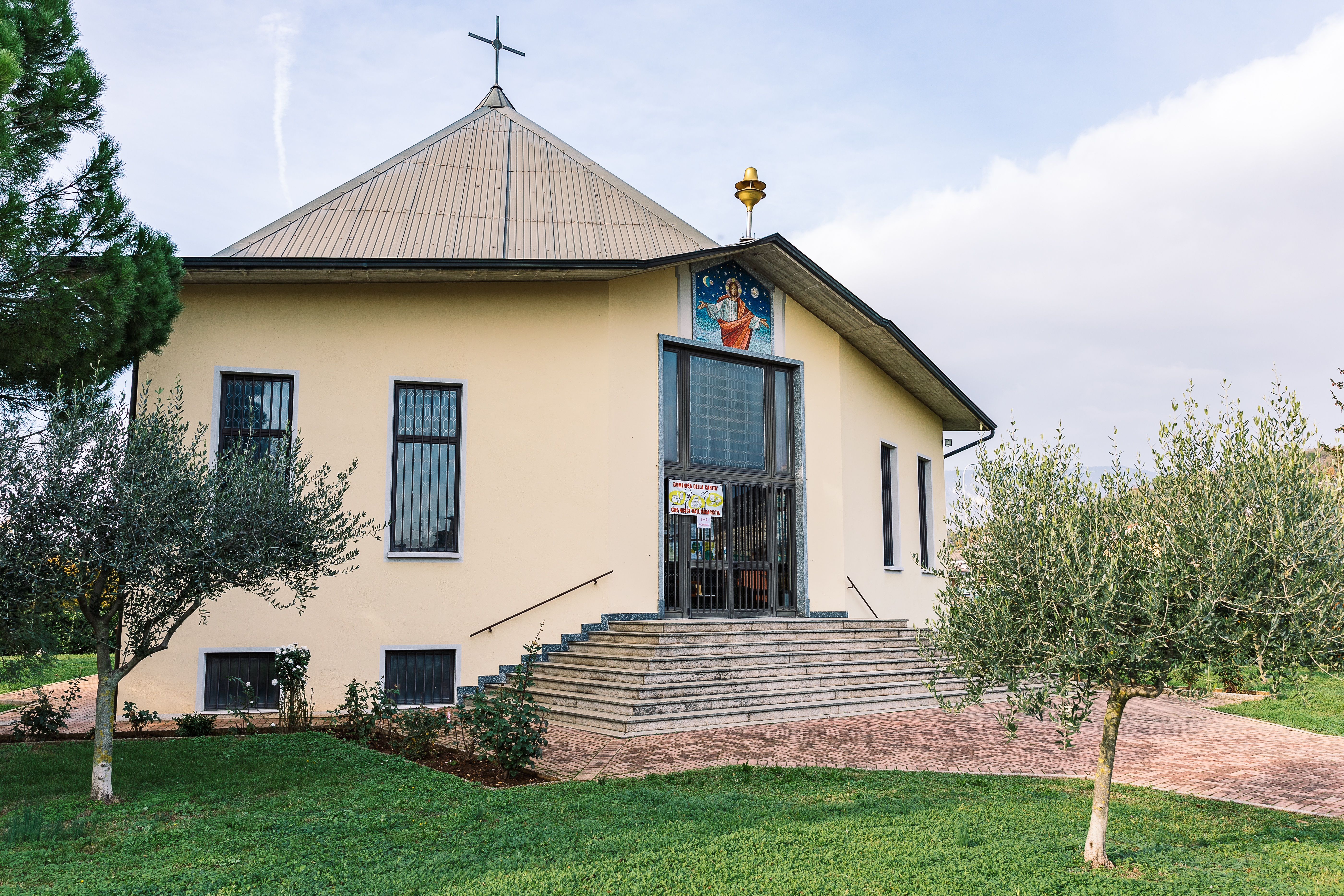
La chiesa di San Giuseppe

### Architetture civili
Ville

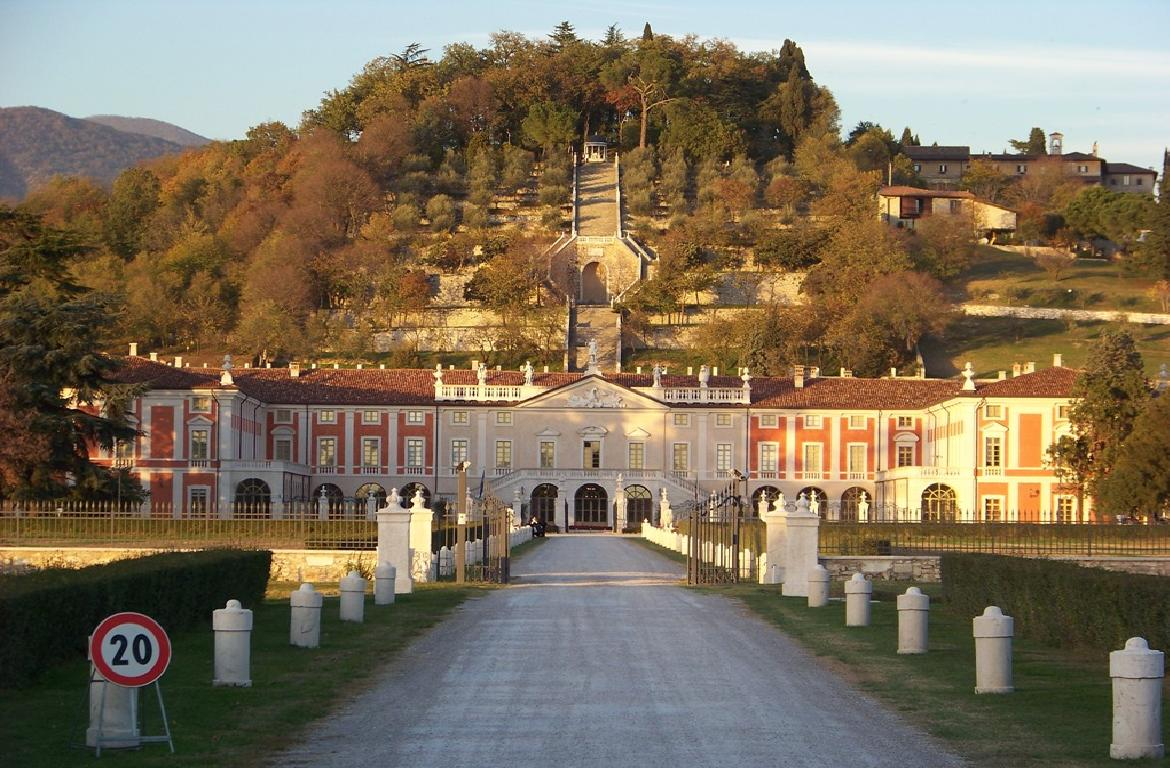
Villa Fenaroli.

A Rezzato si trovano molte ville antiche, tra le quali:
- Villa Avogadro poi Fenaroli
- Villa Bettoni
- Villa Provaglio
- Villa Lana de' Terzi
- Villa Cazzago
- Villa Tamburini
- Villa Chizzola; sede della prima accademia di agricoltura del mondo (1548), frequentata anche da Niccolò Tartaglia.[5]

Cimitero vantiniano

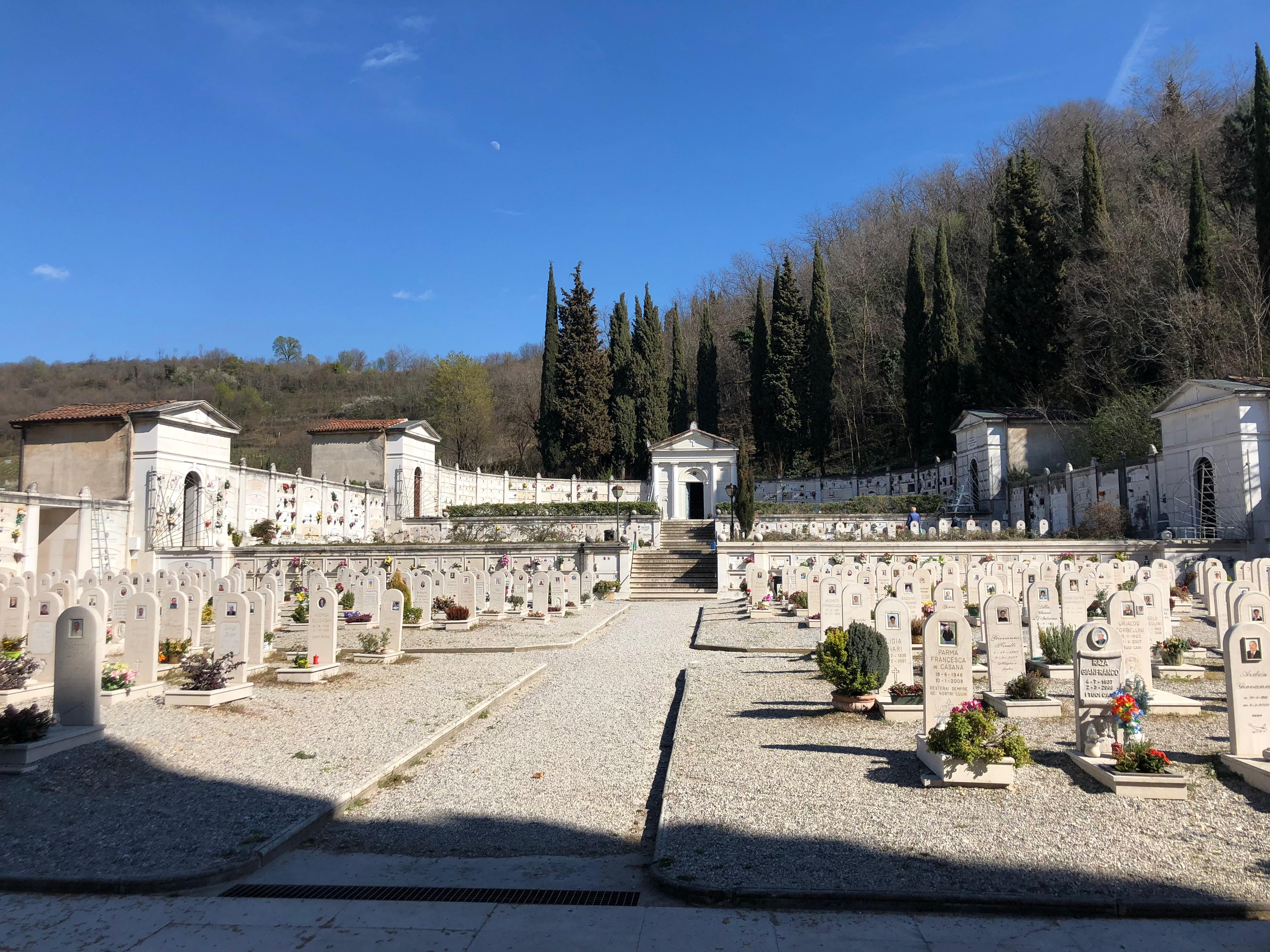
La sezione storica del cimitero.

Il cimitero di Rezzato fu edificato in via Santuario a partire dalla prima metà del XIX secolo su progetto dell'architetto Rodolfo Vantini. Una prima attestazione dell'esistenza del cimitero si ha nel catasto austriaco del 1853, nel quale si evince che il camposanto aveva inizialmente una superficie di 1446 mq. 
La sezione storica del cimitero fu poi ampliata nel 1912, su disegno dell'ingegnere Bernardino Perugini, e infine nel 1937. Ulteriori ampliamenti furono attuati nel corso degli anni settanta e novanta, quando furono realizzate la galleria coperta e una nuova sezione a nord della parte storica.

### Aree naturali

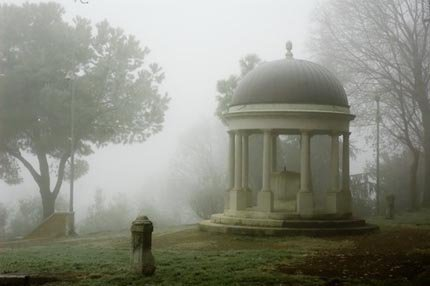
Il Parco di Bacco.

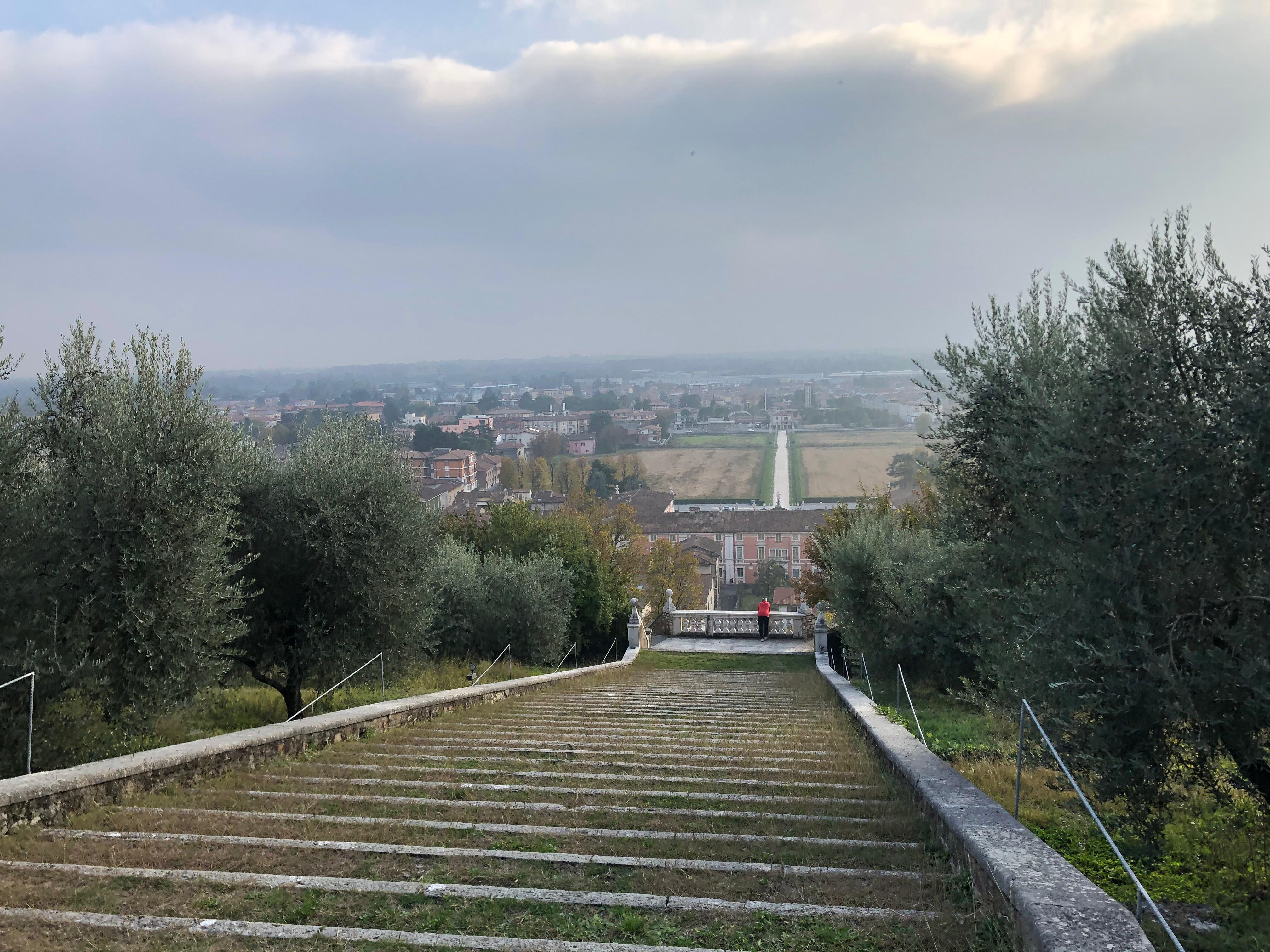
Parco di Bacco, scalinata monumentale.

Nel complesso il comune di Rezzato possiede più di 160 000 m² di verde pubblico tra parchi, spazi sportivi e aree verdi.
I parchi pubblici sono i seguenti:
- Parco di Bacco, nato come parco privato nel Settecento quando i conti Fenaroli vi fecero costruire il tempietto omonimo. Con una superficie di 30 440 m², è il parco pubblico più grande del paese. Dimenticato nel dopoguerra, nel 1977 fu ribonificato e adibito ad uso pubblico. Situato vicino al convento di San Pietro in Colle, si trova a quasi 208 m s.l.m. e dalla sua sommità è possibile ammirare tutto il territorio circostante. È considerato il fiore all'occhiello dell'abitato ed è raggiungibile attraverso la famosa scalinata progettata dall'architetto Marchetti nel 1700.
- Parco della Repubblica Italiana, nato come Parco di Virle negli anni settanta, è il secondo per estensione (14 000 m²) ed è situato in una zona di congiunzione tra il centro storico di Virle e il quartiere residenziale Aldo Moro. Ospita anche un campo da basket e due zone per l'intrattenimento dei bambini. Dal 2001 nella giornata del 2 giugno accoglie la manifestazione Volontari Volentieri. Nel 2012 è stato intitolato alla Repubblica Italiana.
- Parco Donatori di Sangue, inaugurato nel 1994, si trova nel quartiere San Carlo tra le costruzioni scolastiche delle scuole elementari Caduti Piazza Loggia, la scuola Rodolfo Vantini, l'asilo nido Fiorallegro e la scuola materna Le Cupole. Al suo interno sorge un monumento in onore dell'associazione AVIS.
- Parco la Nuova Famiglia e Parco Lombardo I sono situati entrambi nella moderna zona residenziale di Virle, il quartiere Aldo Moro. Il primo fu inaugurato nel 1997 in seguito alla nascita del quartiere omonimo, il secondo verso la fine degli anni ottanta; si trova vicino alla sede ASL. Sono a poca distanza tra loro e insieme formano una zona verde pari a 8 000 m².
- Parco Ottorino Marcolini, nato nel quartiere omonimo nel 1975, è stato intitolato al famoso presbitero solo nel 2000.
- Parco Ferrari, inaugurato nel 2006 alla presenza di Felipe Massa, si trova nella zona centrale del paese. È il parco più sfruttato data la sua centralità. È intitolato al ferrarista Enzo Ferrari in onore del primo Club Ferraristi d'Italia nato proprio a Rezzato.
- Parchi Chico Mendes, nati nel quartiere omonimo nel 1988.
- Parco Gennari, nella omonima via nella zona nord-est del paese.
- Parco delle colline, insieme ai comuni di Collebeato, Brescia, Botticino, Cellatica, Bovezzo, Rodengo-Saiano.

## Società

### Evoluzione demografica
Abitanti censiti

### Etnie e minoranze straniere
Al 31 dicembre 2023 vi erano 1700 stranieri, pari al 12,72% della popolazione.

### Tradizione e folclore

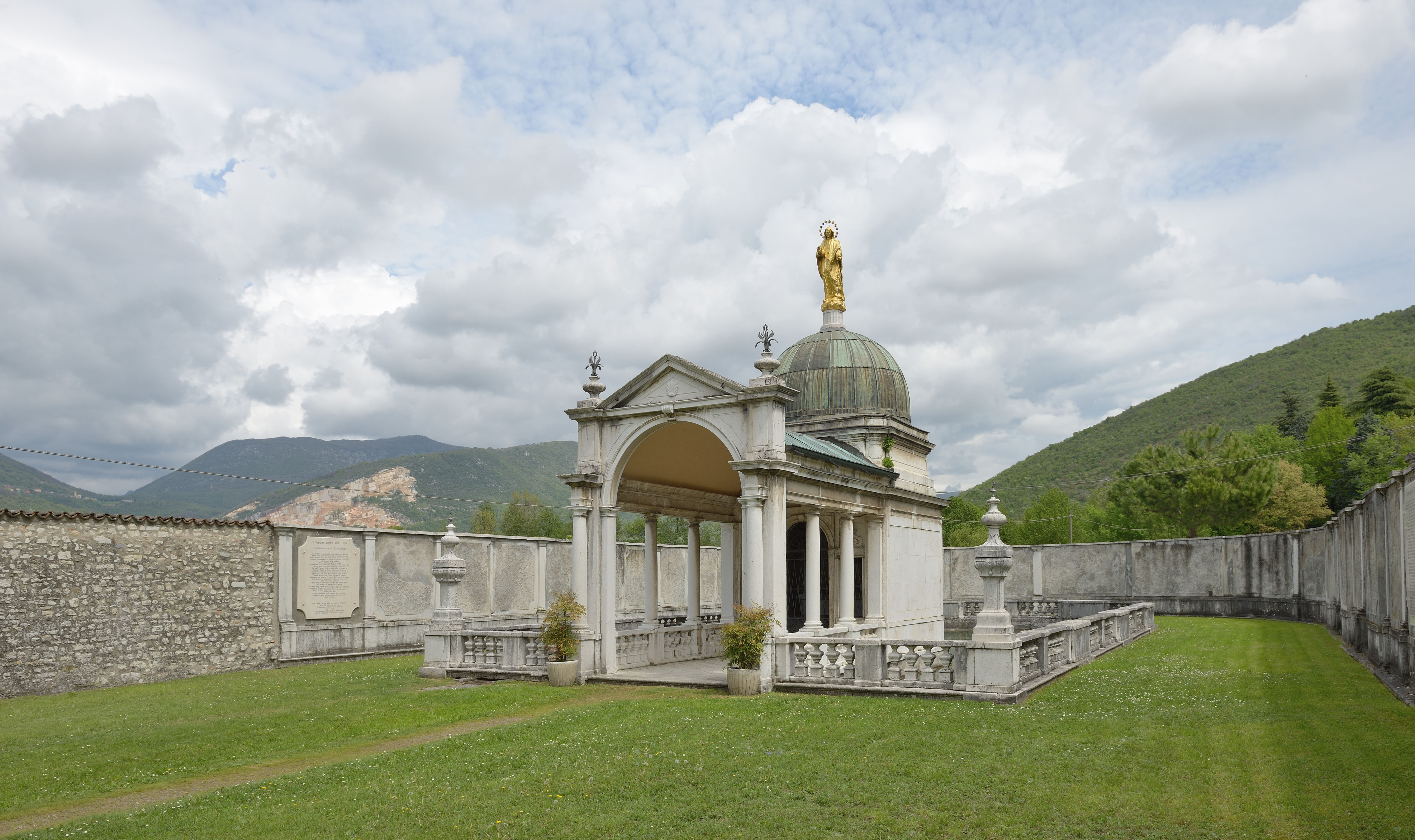
Il laghetto del Santuario della Madonna di Valverde.

Uno degli eventi più noti della storia medievale rezzatese è quello della duplice apparizione della Madonna e di Cristo. Il tutto risale all'estate del 1399: nella zona della Valverde un contadino stava lavorando nel campo, e gli apparve un uomo, rivelatosi poi Cristo, che gli ordinò di prendere i tre pani che aveva nella bisaccia e di gettarli in un laghetto non molto distante. Recatosi al laghetto, il campagnolo incontrò una donna (la Madonna) che lo obbligò a tornare indietro senza gettare i pani nell'acqua. Poco dopo Cristo ripeté al contadino di tornare al laghetto per gettarvi i tre pani, e di nuovo la Madonna gli disse di tornare da Cristo implorandolo di avere pietà e di accettare che venisse gettato in acqua solo uno dei tre pani. Tornato di nuovo al suo campo, l'uomo implorò Cristo, il quale acconsentì e lo rimandò al laghetto per gettarvi un solo pane. Simbolicamente questi tre gesti, come spiegò poi Maria all'uomo, rappresentavano la fame, la guerra e la peste, e l'atto di gettarli in acqua significava l'attuazione di queste disgrazie volute da Cristo per punire l'uomo della sua perseverazione. L'anno dopo, infatti, si diffuse una crudelissima pestilenza che uccise un terzo della popolazione.
Nel luogo dove un tempo era il laghetto fu costruita nel corso del XV secolo una piccola cappella e, poco distante, un santuario dedicato alla Madonna di Valverde. Ogni anno l'episodio è riproposto durante la processione di sant'Anna, patrona del paese, l'ultima domenica di luglio.
Un'altra apparizione si ricorda proprio nel luogo dove si verificò quella del 1399. Nel 1711 il comune fu colpito da una grande epidemia di peste e i rezzatesi organizzarono molti riti religiosi per chiedere alla Madonna la fine della pestilenza. Un giorno, due ragazzini di 8 e 11 anni, che erano andati a raccogliere castagne sul colle San Pietro, videro brillare la Madonna posta sulla cappella del laghetto e poi sentirono la voce di una donna che li rassicurò. In seguito a questa seconda apparizione, la cappella è stata ristrutturata nel 1712.

### Istituzioni
Dal 1900 Rezzato è sede di una casa di riposo (nella sede attuale dal 1965), di un centro diurno per anziani, di un centro diurno per disabili. Dal 1992 è presente una residenza sanitaria assistenziale e dal 1995 un'unità operativa di riabilitazione.

## Cultura

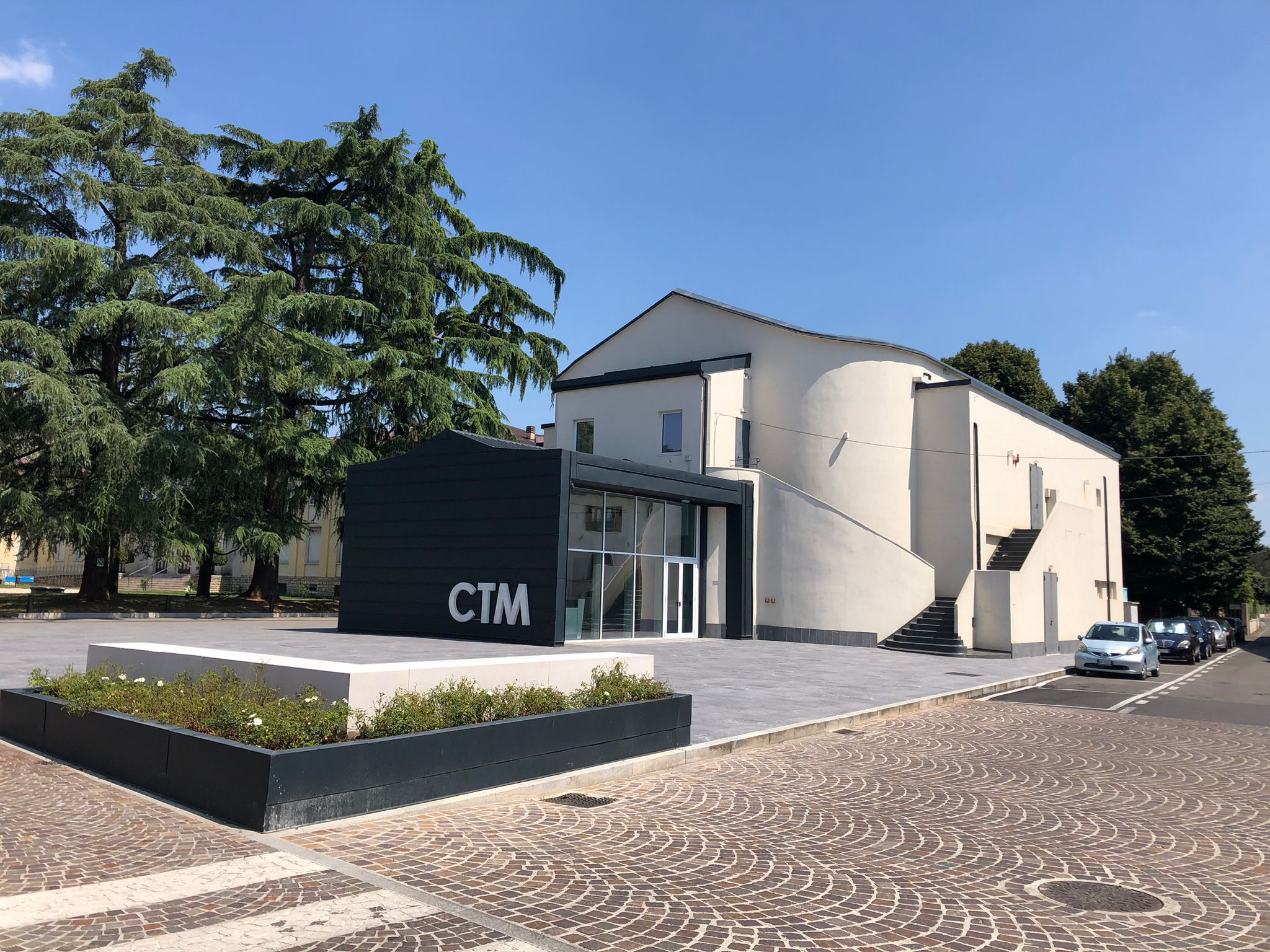
Il CTM.

### Cinema e teatro
Il principale cinema-teatro pubblico attivo è il CTM (Cinema Teatro Musica). In tipica architettura fascista, è stato realizzato tra il 1930 e il 1933 ed è stato ristrutturato tra il 1978 e il 1981 e nuovamente tra il 2018 e il 2021. 
Tra gli anni settanta e gli anni novanta il teatro ha ospitato concerti di importanti artisti quali Roberto Vecchioni, Luciano Ligabue, i Timoria, gli Inti-Illimani, i Santana, Dizzy Gillespie, Miles Davis, Loreena McKennitt e Patti Smith.
Dal 2018 è attivo anche il cinema-teatro Lolek, attiguo all'oratorio di San Giovanni Bosco e inserito nel circuito delle sale ACEC (Sale della Comunità diocesane).

### Istruzione

#### Biblioteche
La biblioteca comunale di Rezzato, intitolata ad Anna Frank nel 2019, è la sede operativa del Sistema Bibliotecario Brescia Est che riunisce 24 biblioteche della Provincia di Brescia per un totale di 241.130 abitanti. Sviluppata su tre piani, è quinta in provincia di Brescia per patrimonio librario.
Fanno parte del Sistema le biblioteche di Acquafredda, Bedizzole, Borgosatollo, Botticino, Calcinato, Calvisano, Carpenedolo, Castenedolo, Desenzano del Garda, Ghedi, Lonato del Garda, Mazzano, Montichiari, Montirone, Nuvolento, Nuvolera, Pozzolengo, Prevalle, Remedello, San Zeno Naviglio, Sirmione e Visano.

#### Scuole

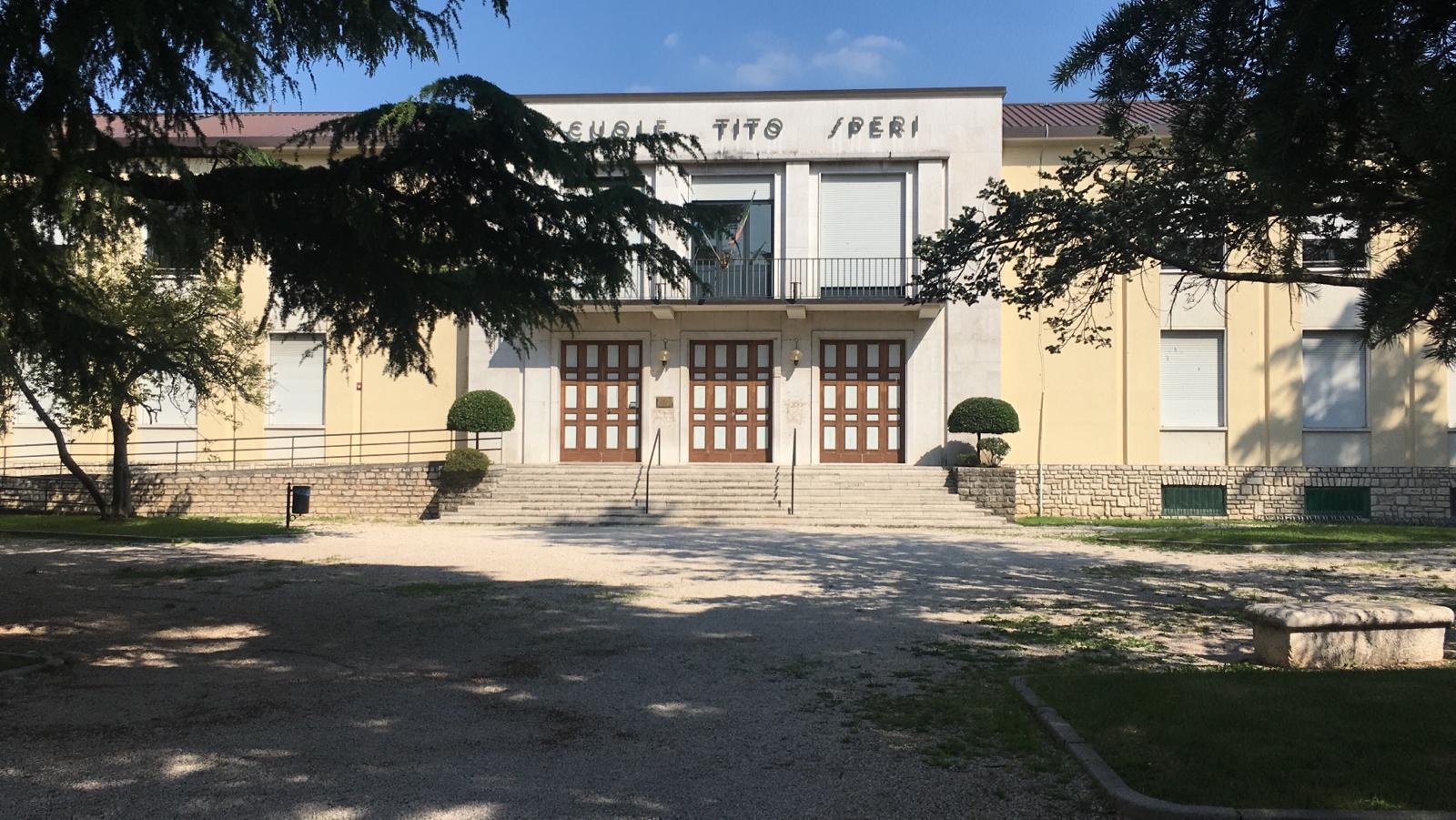
La scuola primaria "Tito Speri".

Nel comune è presente un istituto comprensivo che comprende quattro scuole dell'infanzia (Tommaso Alberti, Carlo Bagatta, Aldo Moro, Don Minzoni), tre scuole primarie (Tito Speri, Pietro Goini, Caduti Piazza Loggia) e una scuola secondaria di primo grado (Giacomo Perlasca). È altresì presente la scuola "Vantini", centro di formazione professionale con corsi di meccanica e di marketing territoriale.
Dal 1973 è presente un asilo nido comunale.

#### La scuola per scalpellini e Rodolfo Vantini
Rodolfo Vantini fu uno degli scultori più importanti del Bresciano; nacque a Brescia nel 1792. Dopo vari studi divenne architetto e la sua vita iniziò a legarsi particolarmente a Rezzato: prima di tutto per motivi sentimentali che lo univano ad una giovane del luogo, poi per motivi di lavoro (fu lui, infatti, ad ideare il cimitero ed il palazzo del comune).
Successivamente il Vantini decise di istituire proprio a Rezzato una scuola per scalpellini che nel corso dell'Ottocento si rivelò assai importante per lo scultore. La scuola fu favorita da una grande adesione da parte dei rezzatesi, vista la vicinanza con le cave di marmo di Botticino. Un allievo della scuola fu lo scultore Giovanni Battista Lombardi nato a Rezzato.

#### Musei
- Pinacoteca Internazionale dell'Età Evolutiva Aldo Cibaldi: È un museo dinamico internazionale che raccoglie, espone e studia i disegni di bambini di tutto il mondo, unica nel suo genere in Italia e in Europa. Il progetto della raccolta e dello studio di disegni infantili viene per la prima volta attuato da Aldo Cibaldi, direttore del plesso scolastico di Rezzato negli anni cinquanta. Solo nel 1969 l'insieme dei disegni, prima semplicemente di proprietà scolastica, vengono raccolti per andare a costituire il centro della pinacoteca. Dal 1974 al 2009 la pinacoteca è stata un servizio municipale. Oggi è una fondazione culturale. Dal 1999 la sede della PInAC è la quattrocentesca chiesa di Sant'Alessandro, sede della confraternita laica dei Disciplini di San Nicola da Tolentino, che nel corso del XX secolo è stata scuola elementare, abitazione privata e biblioteca comunale.

- Museo Nazionale di Storia Patria: è un'esposizione permanente sulla storia dell'Italia contemporanea, in particolare sugli aspetti carattere militare. Si trova nella frazione di Virle Treponti.

## Geografia antropica

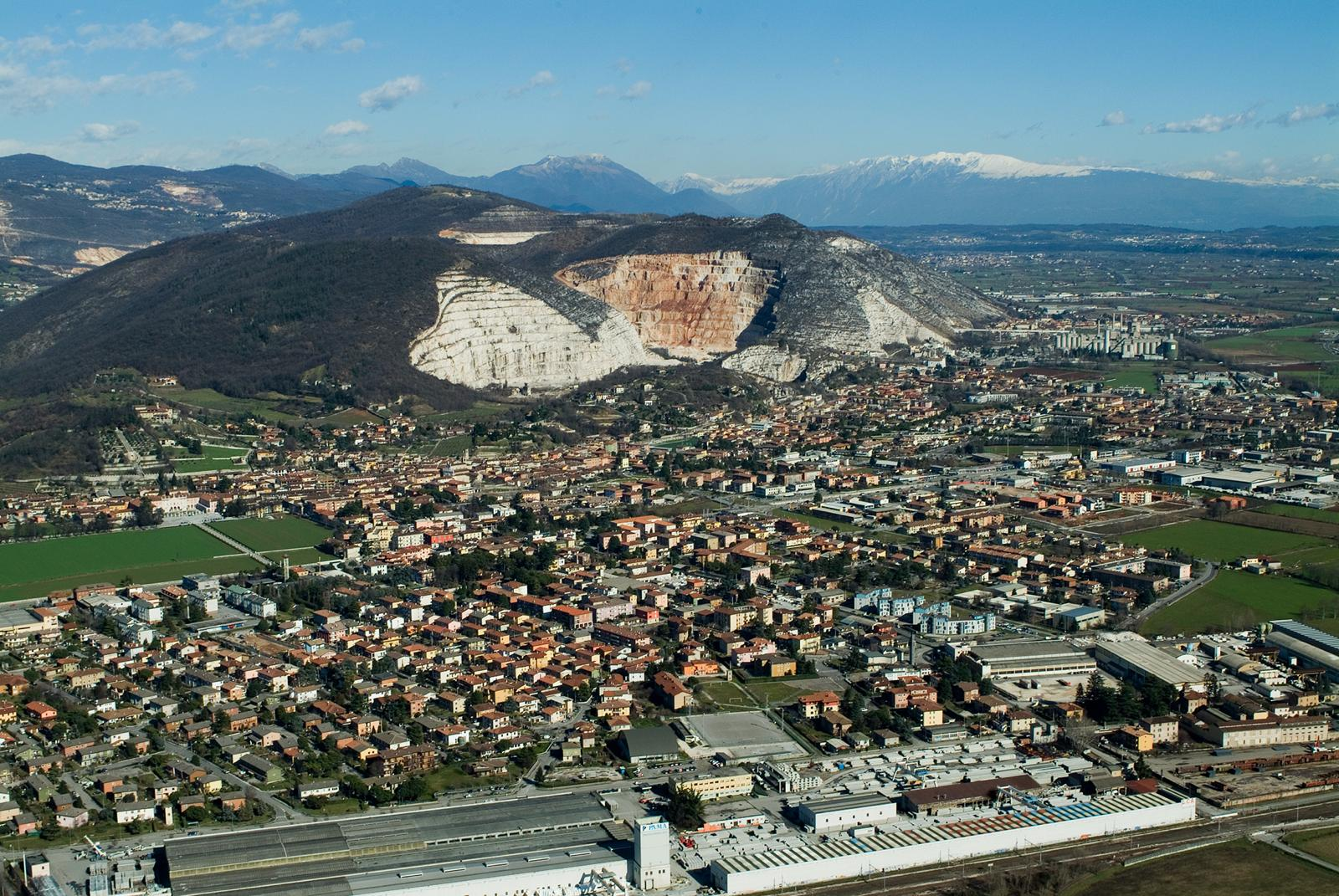
Vista panoramica di Rezzato all'inizio degli anni 2000.

### Urbanistica
Il comune di Rezzato è composto da diversi nuclei abitativi e quartieri, nati nel corso della seconda parte del XX secolo attorno ai nuclei storici di Rezzato e della frazione di Virle che fino al 1927 era un comune autonomo.
Il territorio comunale si suddivide in tre nuclei abitativi distinti, a loro volta suddivisibili in quartieri e zone urbane:
- Rezzato: le zone urbane che compongono il nucleo abitativo centrale del paese sono il centro storico, Capo Sera, il Serraglio (con la presenza di un quartiere costruito negli anni settanta nella zona compresa tra il Colle San Pietro e il monte Peladolo), il quartiere Cristallo (comprendente un sotto-quartiere costruito negli anni cinquanta nei pressi del campo sportivo di via De Gasperi e un sotto-quartiere nato negli anni ottanta nella zona compresa tra Rezzato e la frazione di Virle nei pressi del nuovo campo sportivo e del centro polifunzionale Cristallo) e il quartiere Cargnoni (attualmente in costruzione).
- Virle: la frazione è composta dal centro storico (detto anche Virle vecchia), dal quartiere Cristallo (nato negli anni ottanta, il quale ha eliminato la separazione urbanistica tra i nuclei abitativi di Rezzato e Virle), dal quartiere Aldo Moro (nato nei primi anni ottanta e caratterizzato dalla presenza di un asilo e dalla chiesa di San Giuseppe consacrata nel 1982), dal villaggio La Famiglia (sorto negli anni novanta) e dalla frazione di Treponti (a vocazione prevalentemente industriale).
- San Carlo: il quartiere a sud del paese, le cui prime costruzioni risalgono ai primi anni del XX secolo, ha avuto una forte crescita nel corso di tutto il secondo dopoguerra; oggi è suddivisibile in diversi sotto-quartieri, tra i quali il villaggio Marcolini (1975), il quartiere Sant'Anna (1982) e il quartiere Chico Mendes (1988).

## Economia

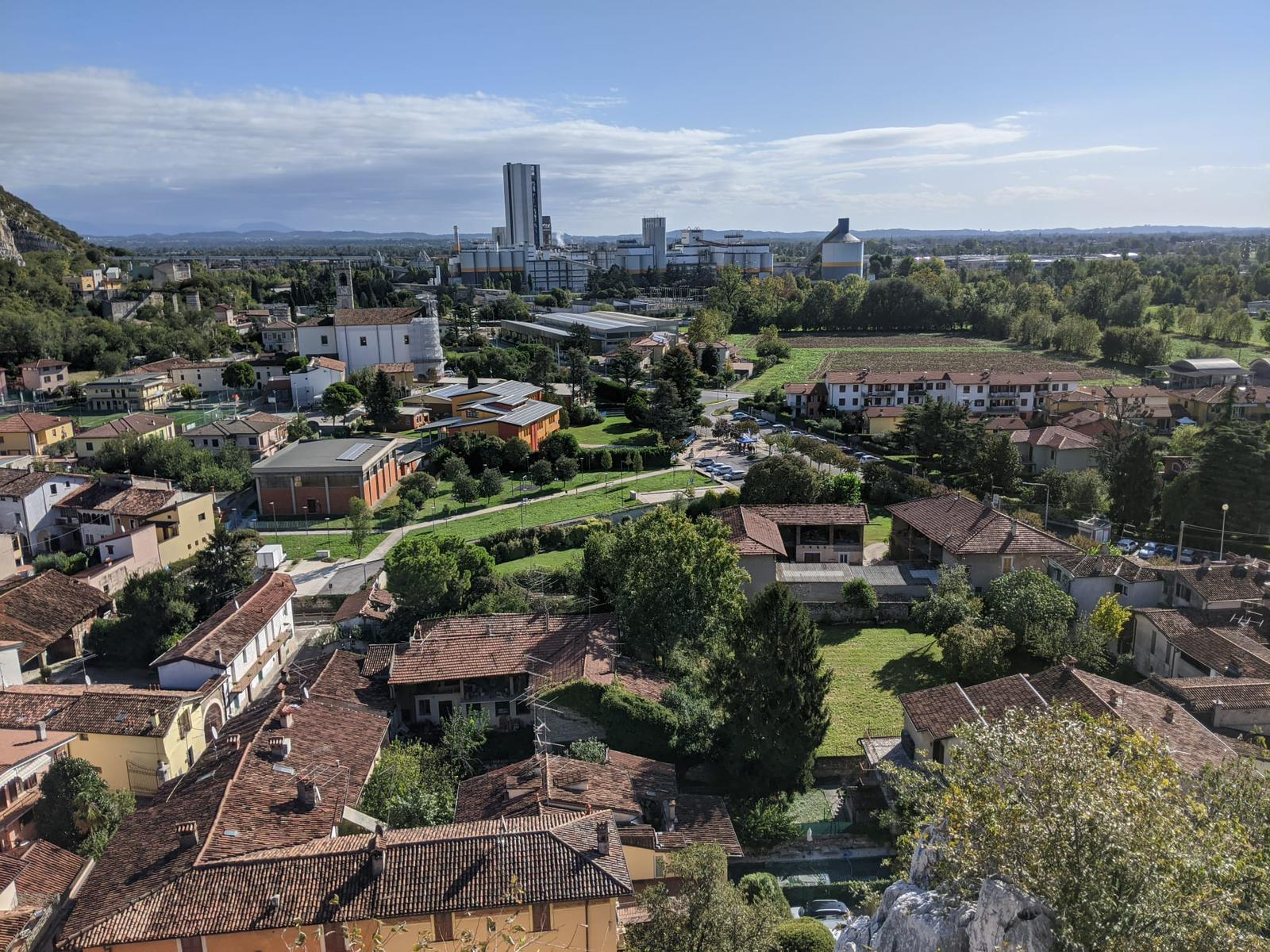
Sullo sfondo lo stabilimento Italcementi nella frazione di Virle Treponti.

Rezzato e Virle, appartenendo alla zona del Bacino Marmifero del Botticino, sono sempre stati particolarmente interessati dall'escavazione del marmo. A Virle è presente una cava di carbonato di calcio per utilizzo industriale ed edilizio. Rezzato è noto per l'opera della lavorazione marmifera, che ha permesso di far conoscere i suoi maestri scalpellini in tutto il mondo: per esempio, la lavorazione del marmo dell'Altare della Patria a Roma è avvenuta proprio a Rezzato.
L'agricoltura è in calo, anche se sia nella zona della Valverde che in quella di San Giacomo ci sono molte terre coltivate. Il comune di Rezzato fa parte del percorso Strada del vino Colli dei Longobardi. 
Nonostante l'economia di Rezzato si sia sempre basata sul commercio e sulla lavorazione del marmo, nel 2001 gli addetti all'estrazione del marmo erano inferiori a quelli addetti all'estrazione della sabbia, con numerose cave situate nella porzione pianeggiante del territorio (ambito estrattivo ATEg25 del Piano cave della provincia di Brescia). Importante è il numero di addetti alla lavorazione e alla fabbricazione del cemento, impiegati nella fabbrica Italcementi.
Sul territorio di Rezzato si trova la sede delle Officine Meccaniche Rezzatesi (OMR), tra i principali fornitori di pezzi per la casa automobilistica della Ferrari; sempre operante nel settore automotive in passato era attiva anche la Carrozzeria Portesi, che costruiva autobus soprattutto per il mercato italiano.

## Infrastrutture e trasporti

### Strade
L'A4 Milano-Venezia attraversa il territorio rezzatese a meridione. Nei pressi del vicino comune di Castenedolo è situata l'uscita Brescia Est.
La statale provinciale 114 ex Padana superiore percorre la parte meridionale dell'abitato di Rezzato, mentre nei pressi di Treponti da questa si dirama la provinciale 116 per Salò. Le due strade sono i tronchi originali di due strade statali, sostituite da corrispondenti superstrade: la strada provinciale BS 11, che attraversa il territorio comunale come prosecuzione della Tangenziale sud poco a nord rispetto all'A4, e la SP BS 45 bis, che si origina presso lo svincolo situato nei pressi della località San Giacomo. Dal medesimo svincolo termina la Tangenziale Sud, per cui la strada provinciale BS 11 prosegue in direzione Desenzano e Peschiera a una corsia per senso di marcia.

### Ferrovie e tranvie

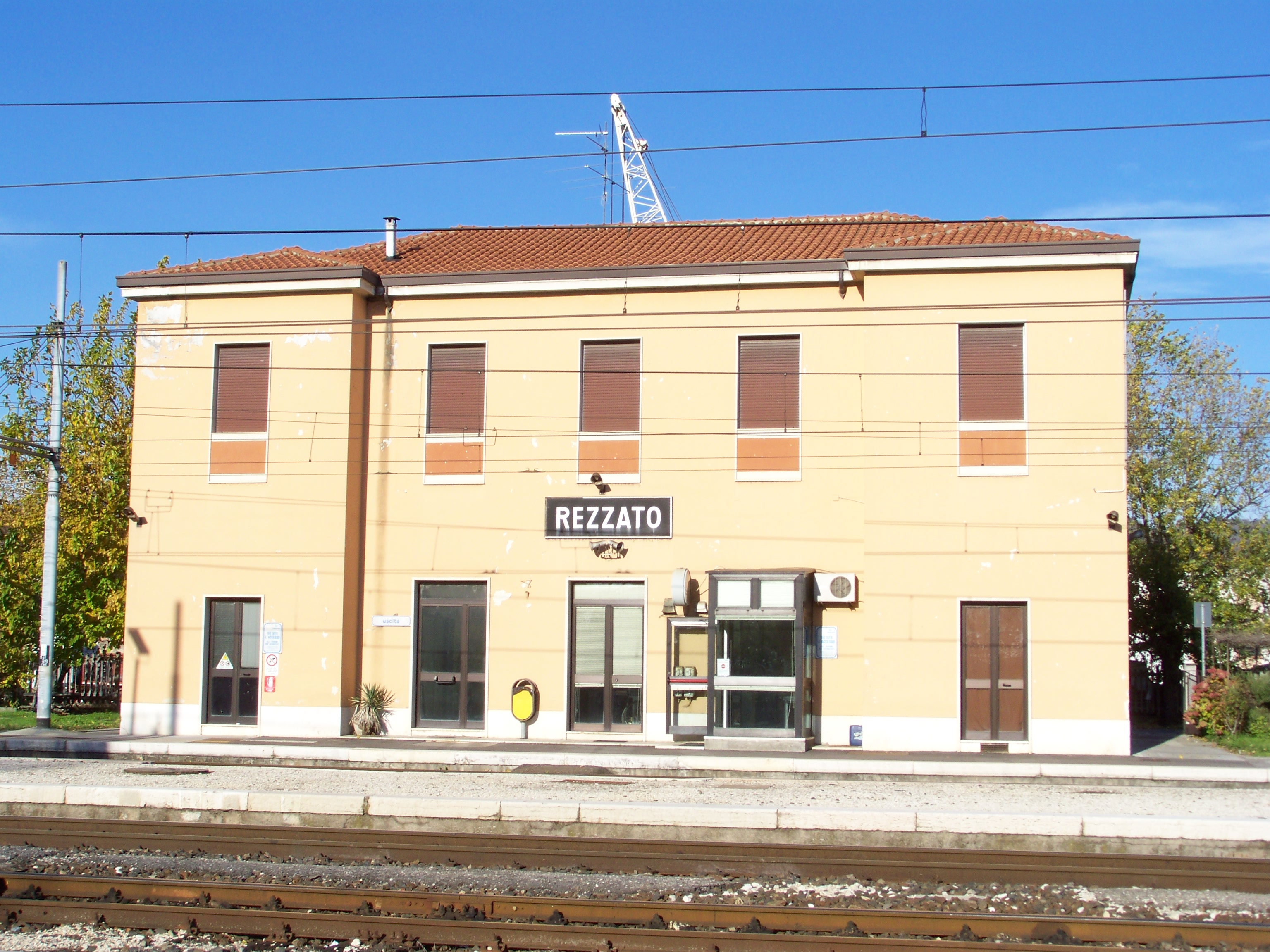
La stazione ferroviaria di Rezzato

Il comune è attraversato dalla linea ferroviaria Milano-Venezia. La stazione è adibita al solo servizio merci, in quanto il servizio passeggeri è stato soppresso nel 1992. Tra il 1897 e il 1967, presso la stazione fu presente anche lo scalo capotronco della linea Rezzato-Vobarno che serviva inoltre l'abitato di Treponti con un'apposita fermata.
Tra il 1929 e il 1957, la stazione rezzatese era collegata alle cave di Botticino da un raccordo ferroviario.
Tra il 1881 e il 1954, la tranvia Brescia-Salò-Gargnano serviva gli abitati di Rezzato, Treponti e Virle: a Rezzato, presso la località Ponte, e a Treponti, erano presenti delle stazioni tranviarie, mentre Virle era servita da una fermata.

### Mobilità urbana
Rezzato fa parte dell'area urbana del trasporto pubblico di Brescia.
Il paese è percorso inoltre dalla ciclabile Sant'Eufemia-Salò della rete ciclopedonale della provincia di Brescia, mentre all'interno del territorio comunale sono presenti 7 km di piste ciclabili.

## Amministrazione

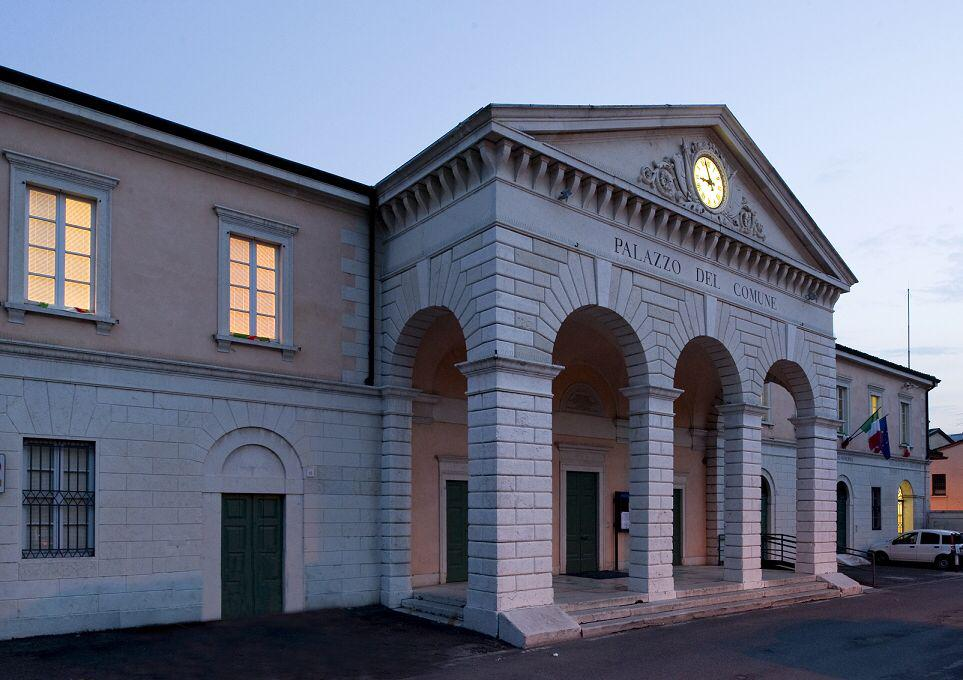
Il municipio in piazza Vantini.

Di seguito l'elenco dei sindaci eletti dal Consiglio comunale (1945-1995):
| Periodo         | Periodo         | Primo cittadino    | Partito | Carica  | Note |
| --------------- | --------------- | ------------------ | ------- | ------- | ---- |
| 5 maggio 1945   | 26 agosto 1957  | Vaifro Sberna      | DC      | Sindaco |      |
| 26 agosto 1957  | 8 marzo 1970    | Fortunato Pasquali | DC      | Sindaco |      |
| 20 luglio 1970  | 1º ottobre 1985 | Fausto Cargnoni    | DC      | Sindaco |      |
| 1º ottobre 1985 | 24 aprile 1995  | Giuseppe Ioannes   | DC      | Sindaco |      |

Di seguito l'elenco dei sindaci eletti direttamente dai cittadini (dal 1995):
| Periodo        | Periodo        | Primo cittadino  | Partito                        | Carica  | Note |
| -------------- | -------------- | ---------------- | ------------------------------ | ------- | ---- |
| 24 aprile 1995 | 14 giugno 2004 | Augusto Berardi  | lista civica di centrosinistra | Sindaco |      |
| 14 giugno 2004 | 26 maggio 2014 | Enrico Danesi    | lista civica di centrosinistra | Sindaco |      |
| 26 maggio 2014 | 27 maggio 2019 | Davide Giacomini | lista civica di centrosinistra | Sindaco |      |
| 27 maggio 2019 | 10 giugno 2024 | Giovanni Ventura | Lega                           | Sindaco |      |
| 10 giugno 2024 | in carica      | Luca Reboldi     | lista civica di centrosinistra | Sindaco |      |

Dal 18 febbraio 2019 il comune fa parte dell'Associazione Nazionale Comuni Virtuosi.

### Gemellaggi
- Bogorodick, dal 26 ottobre 2007

## Sport

### Atletica

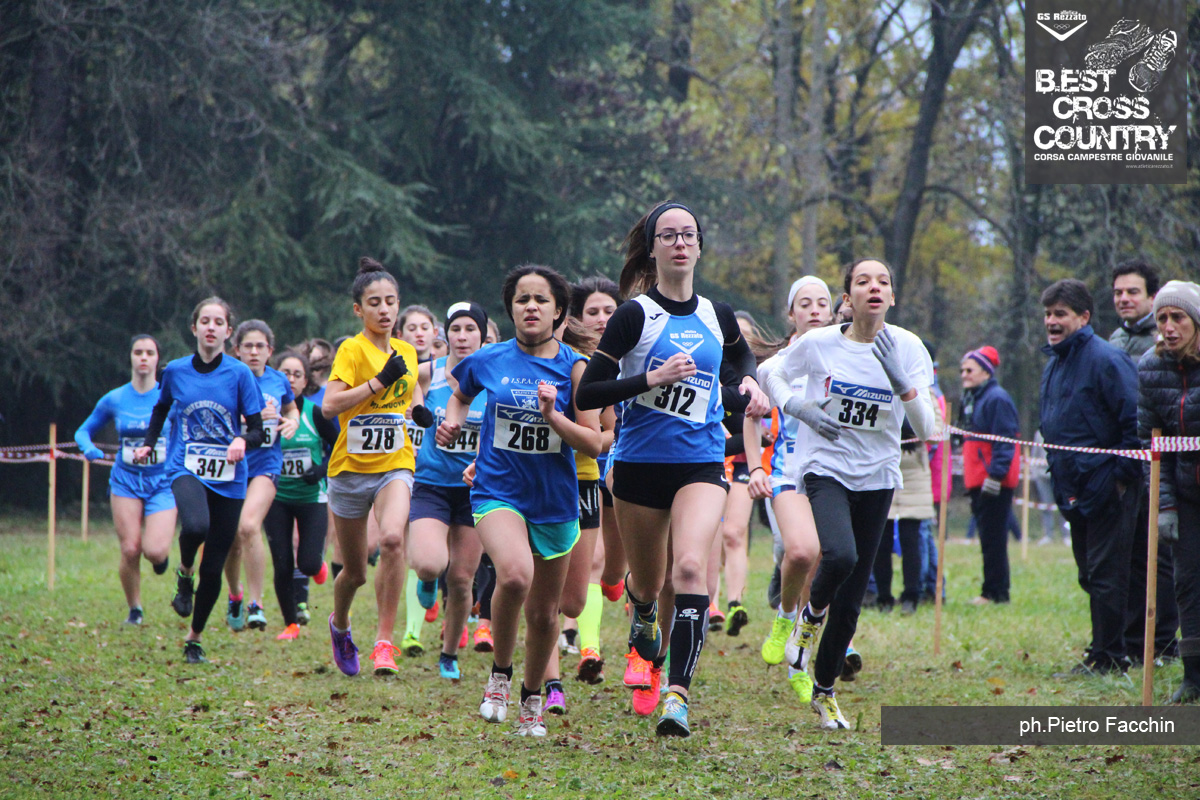
GS Atletica Rezzato

L'atletica leggera a Rezzato è presente sul territorio comunale dal 1974 quando Paolo Ortolani, allora professore di educazione fisica della locale scuola media "Giacomo Perlasca", insieme ad alcuni dirigenti rezzatesi e studenti diede inizio al G.S. Rezzato, partecipando alle varie manifestazioni atletiche provinciali, regionali e nazionali. Attualmente la società ha la denominazione di "G.S. Atletica Rezzato" a sottolineare la specificità sportiva ed è costituita da un’affiatata squadra agonistica che coinvolge ragazzi delle scuole medie e superiori e giovani universitari. La società rezzatese è affiliata alla FIDAL (Federazione Italiana di Atletica Leggera) con oltre 200 atleti e svolge l'attività presso lo stadio comunale in via Milano ed è società sportiva più antica presente sul territorio comunale.

### Basket
La società di pallacanestro di Rezzato è il "Basket Più".

### Cricket
Dal 2014 è presente la "Janjua Cricket Club Brescia asd", affiliata alla FCrI, che partecipa ai campionati nazionali. La prima squadra milita in serie A e nel 2018 ha vinto la Coppa Italia.

### Calcio
La società sportiva di riferimento è il Rezzato Calcio, attiva sul territorio dal 1958: vanta un settore giovanile con oltre 300 ragazzi ed una prima squadra che milita nel campionato di Promozione.
Sul territorio sono presenti altre associazioni sportive, fra cui le più importanti: il G.S. San Carlo e l’Audax Virle.

### Marcia di regolarità in montagna
Dal 1984 si organizza una gara denominata 'Trofeo Chiesetta degli Alpini' che negli anni ha avuto valenza sia regionale che nazionale; partendo dalla sede degli Alpini di Rezzato, la gara si svolge sui sentieri dei monti a ridosso dell'abitato: Regogna, Fieno e Marguzzo.

### Impianti sportivi
Le strutture sportive iniziano ad apparire in territorio comunale nel 1929, quando viene inaugurato il primo stadio comunale in via Alcide De Gasperi.
La piscina comunale viene realizzata nel 1978 e ricostruita nel 2008-2010. Sempre negli anni settanta nascono velocemente anche i campi da tennis dell'Olimpica, la pista di go-kart, la pista di motocross in località San Giacomo, il centro ippico (chiuso nel 2005) e il bocciodromo.
Il 19 settembre 1983 viene inaugurato il nuovo impianto sportivo in via Milano che contiene la pista di atletica "Gian Bernardo Foresti" con tribune e un campo da calcio. 
Dal 1997 il comune dispone anche di un palazzetto dello sport nella parte sud del paese, a San Carlo, dove trovano spazio la pallavolo, il basket e altri sport.

## Galleria d'immagini

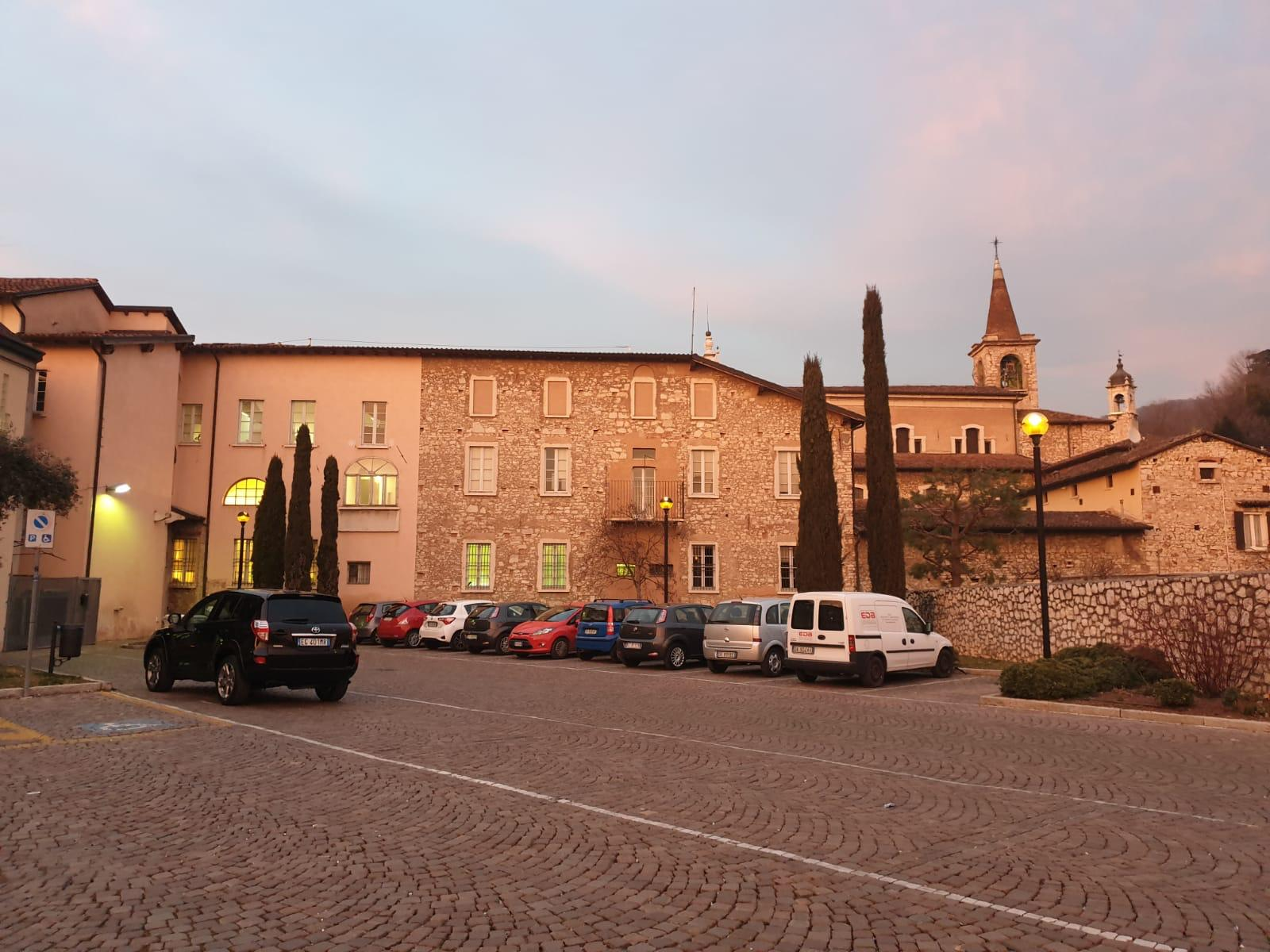
Piazzetta Picaprede
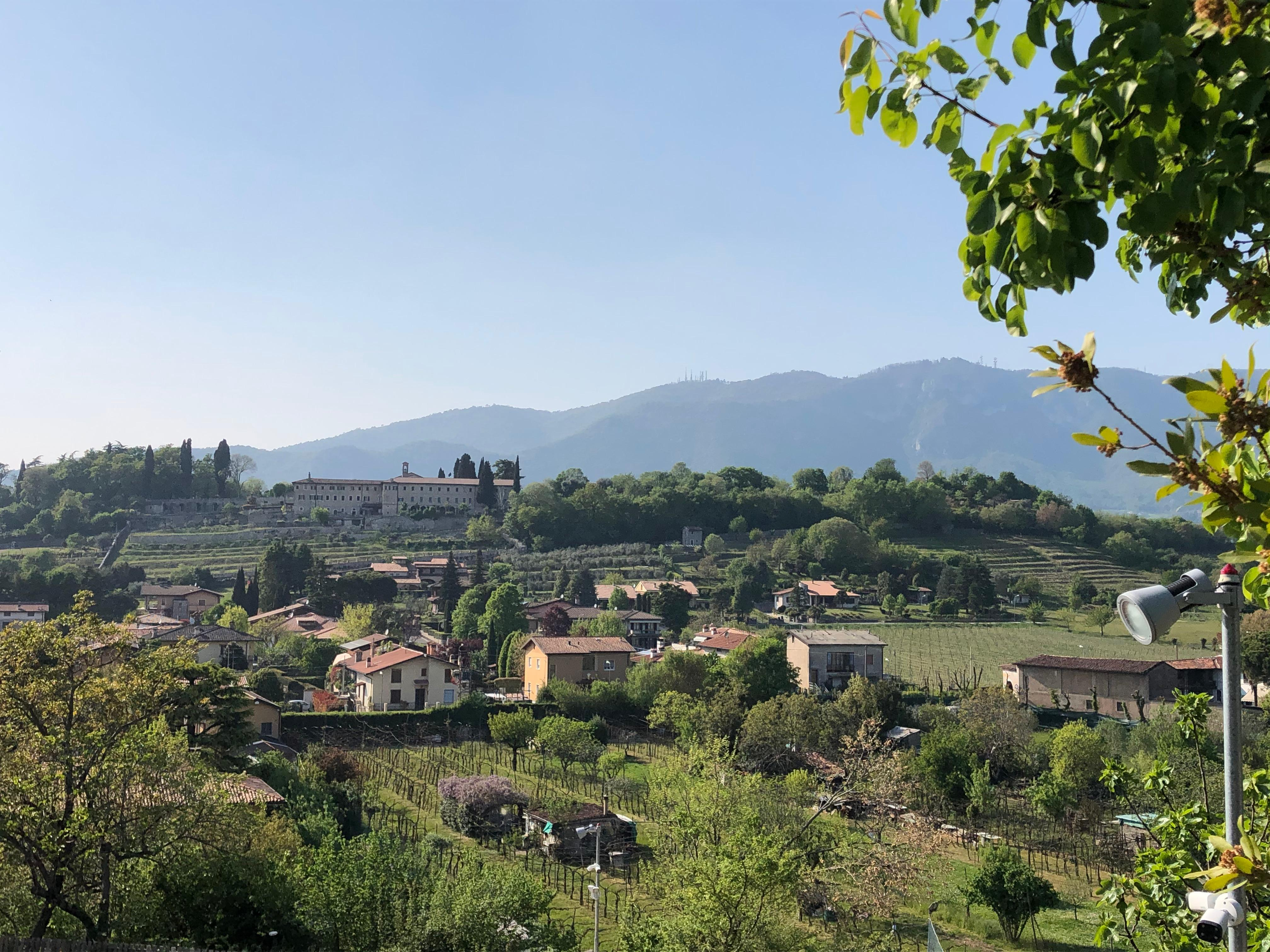
Il Serraglio
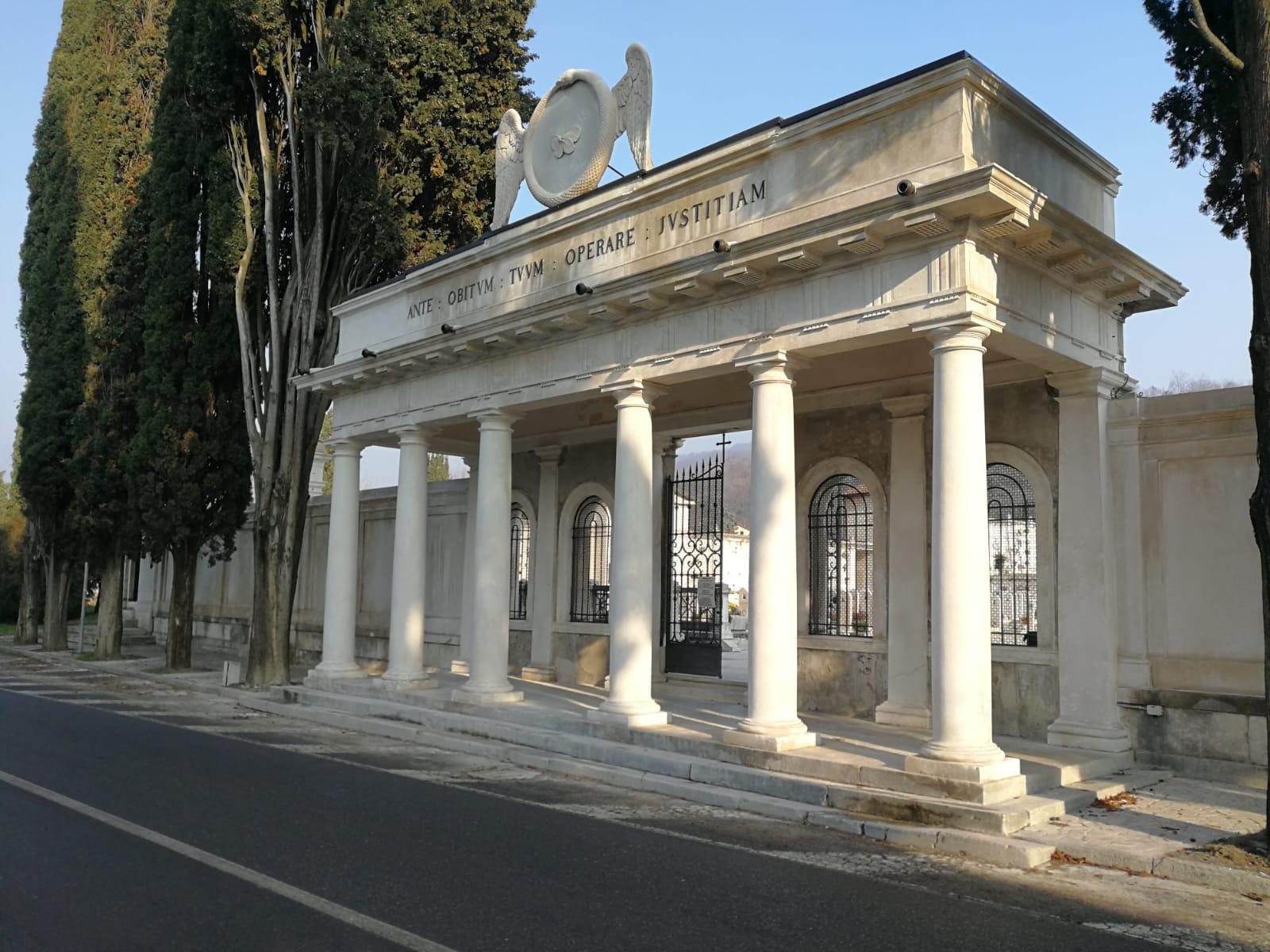
L'ingresso del cimitero vantiniano
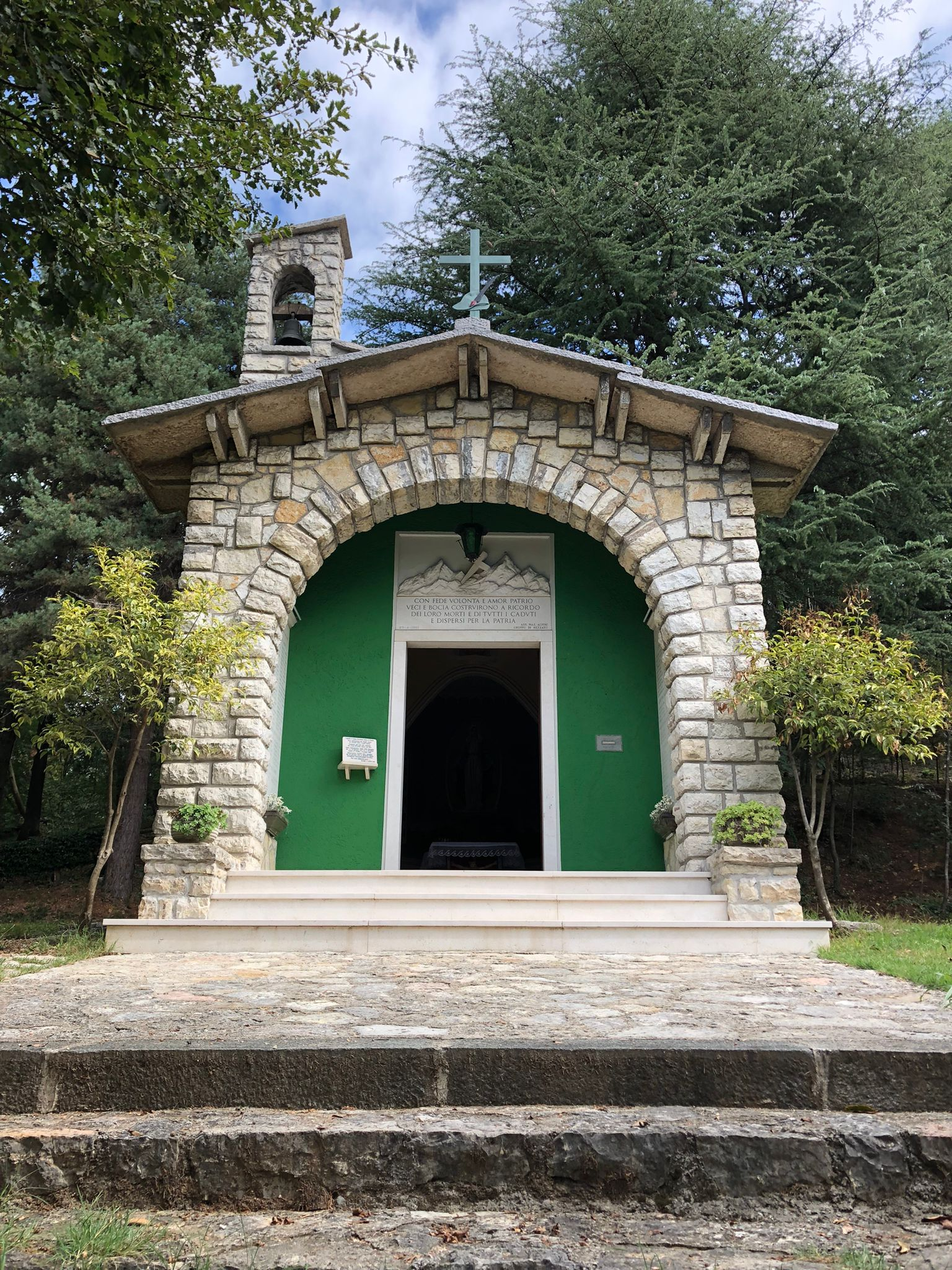
La chiesetta degli Alpini
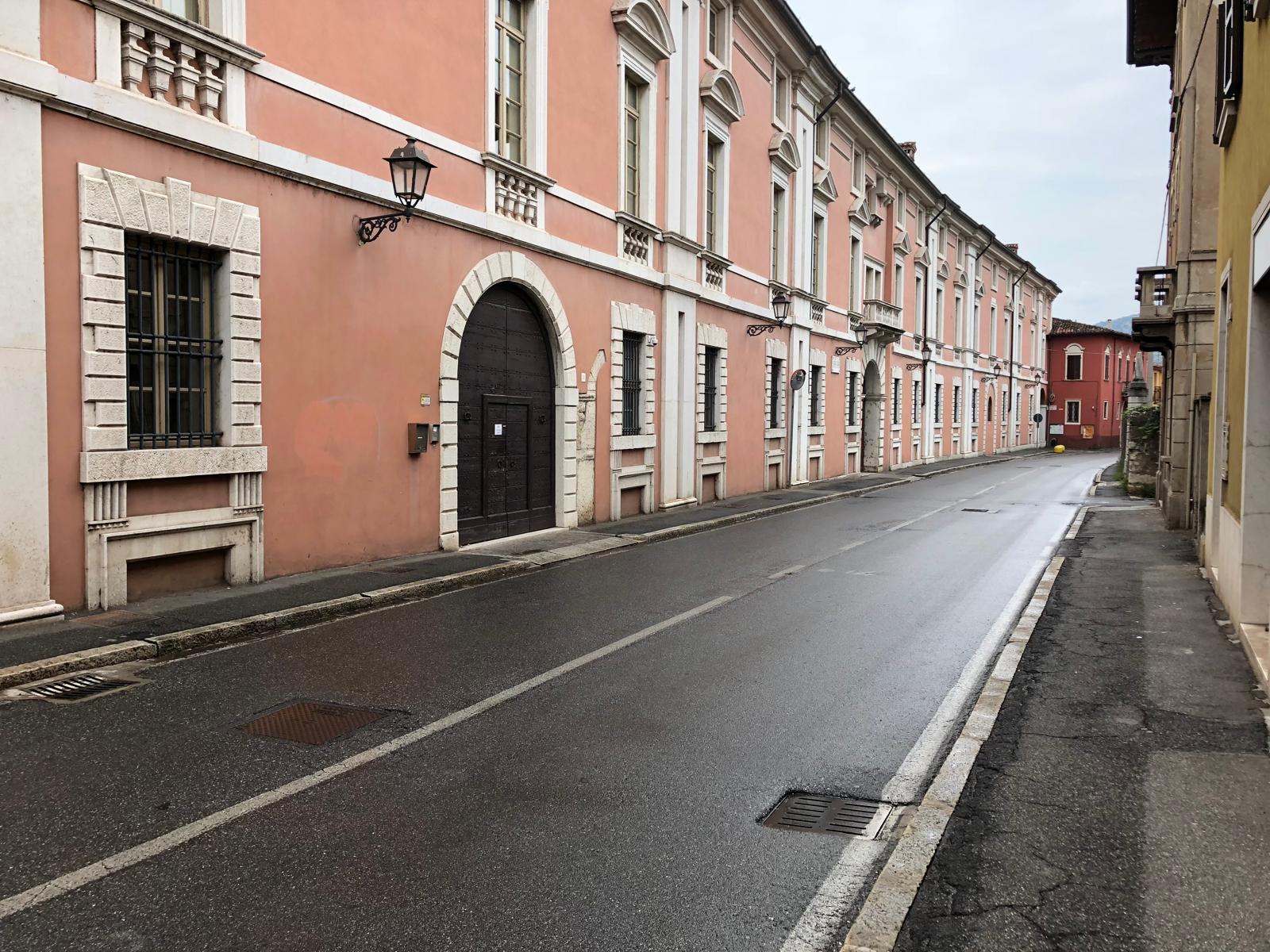
Via Scalabrini

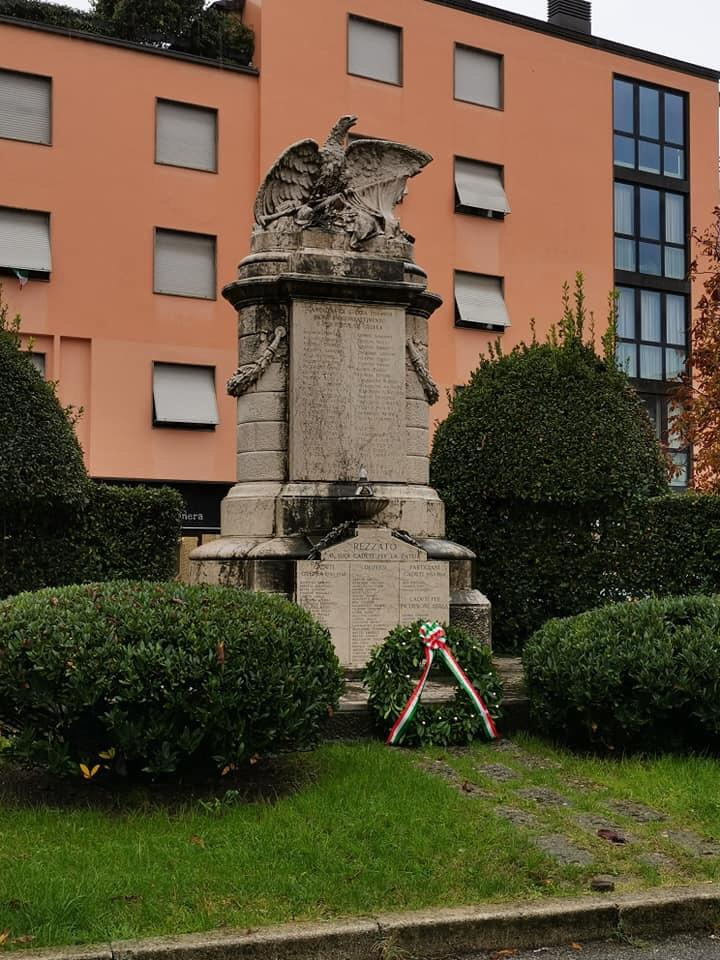
Monumento ai caduti
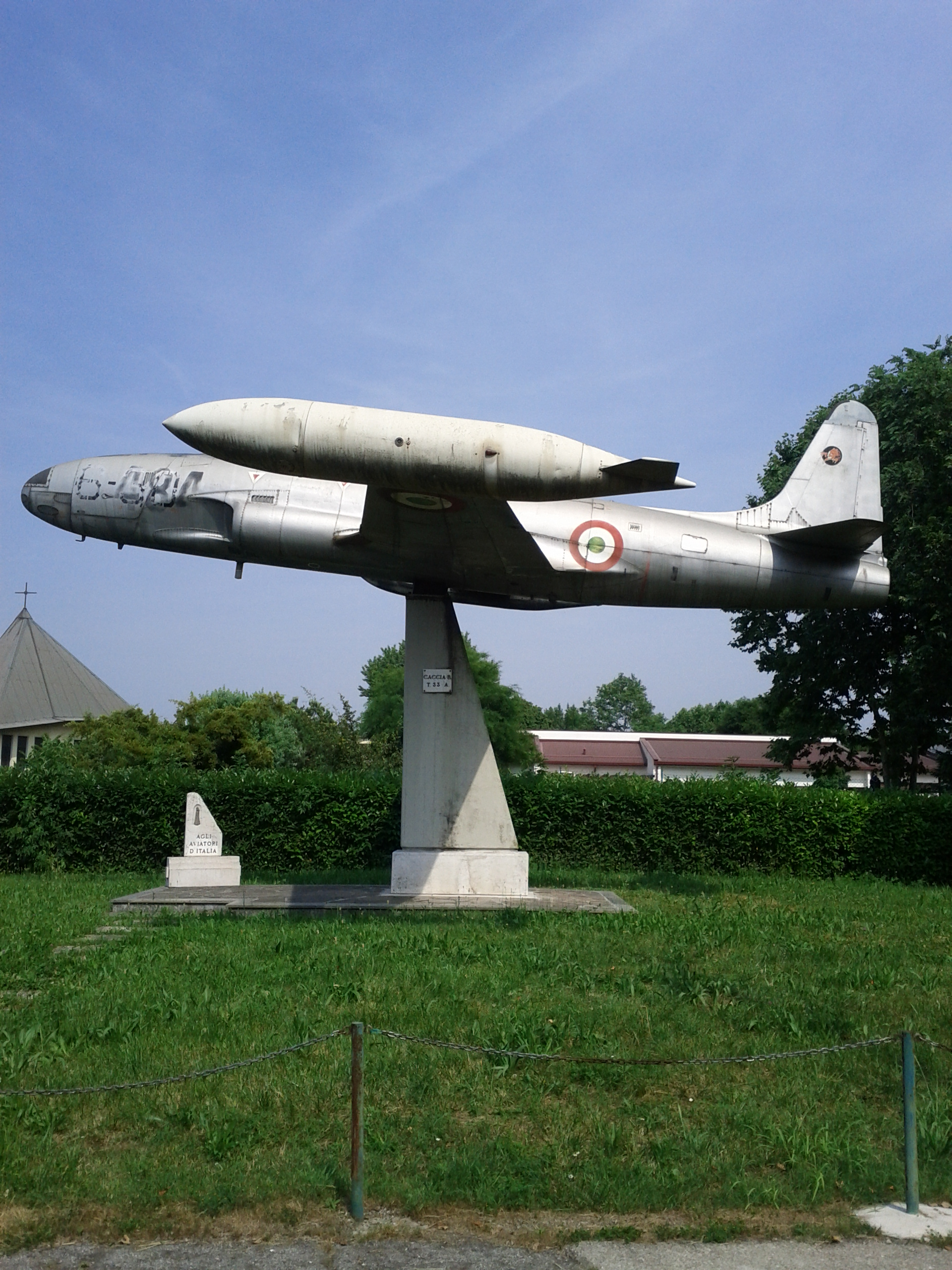
Monumento agli Aviatori
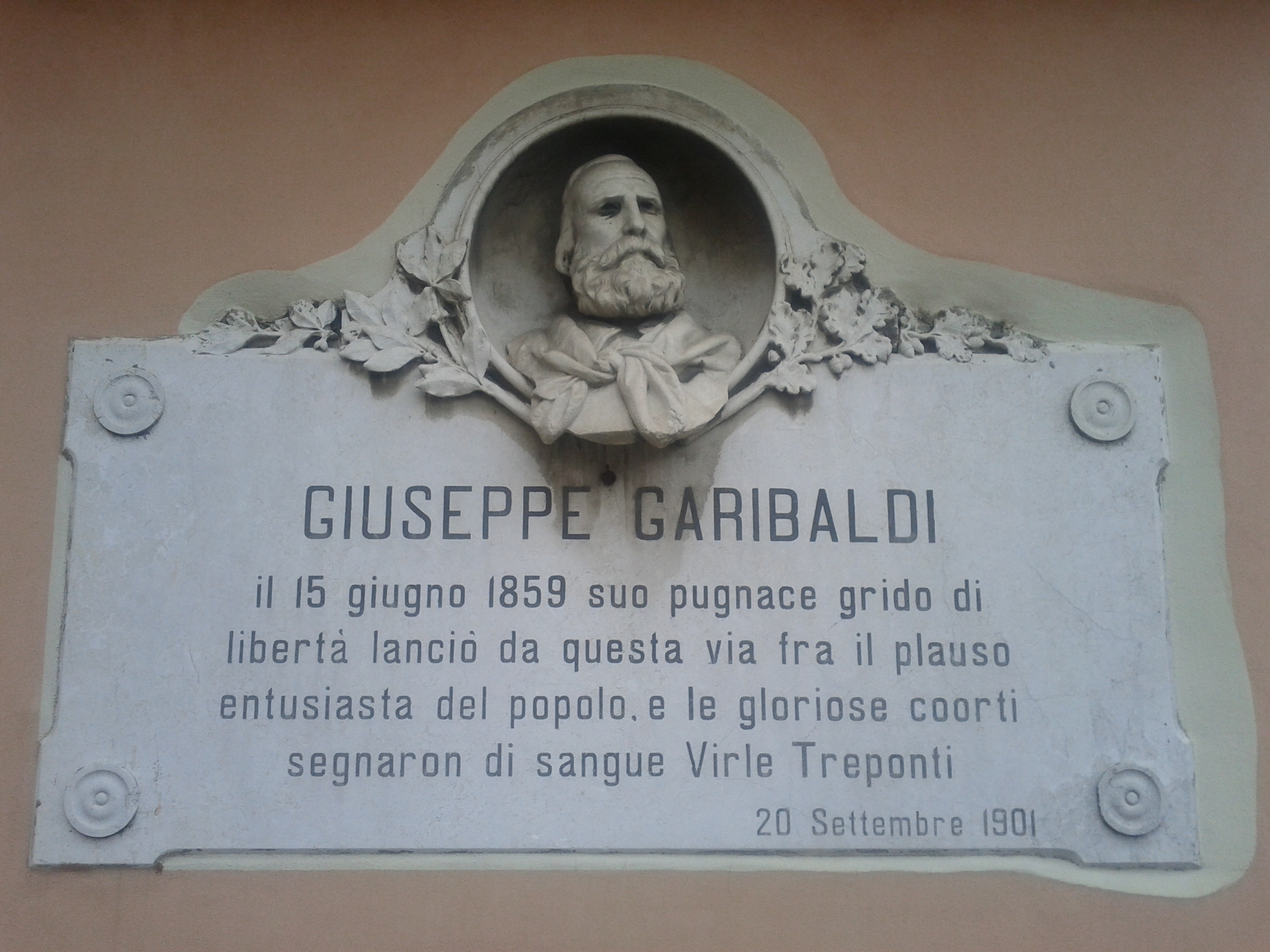
Targa in ricordo della Battaglia di Treponti
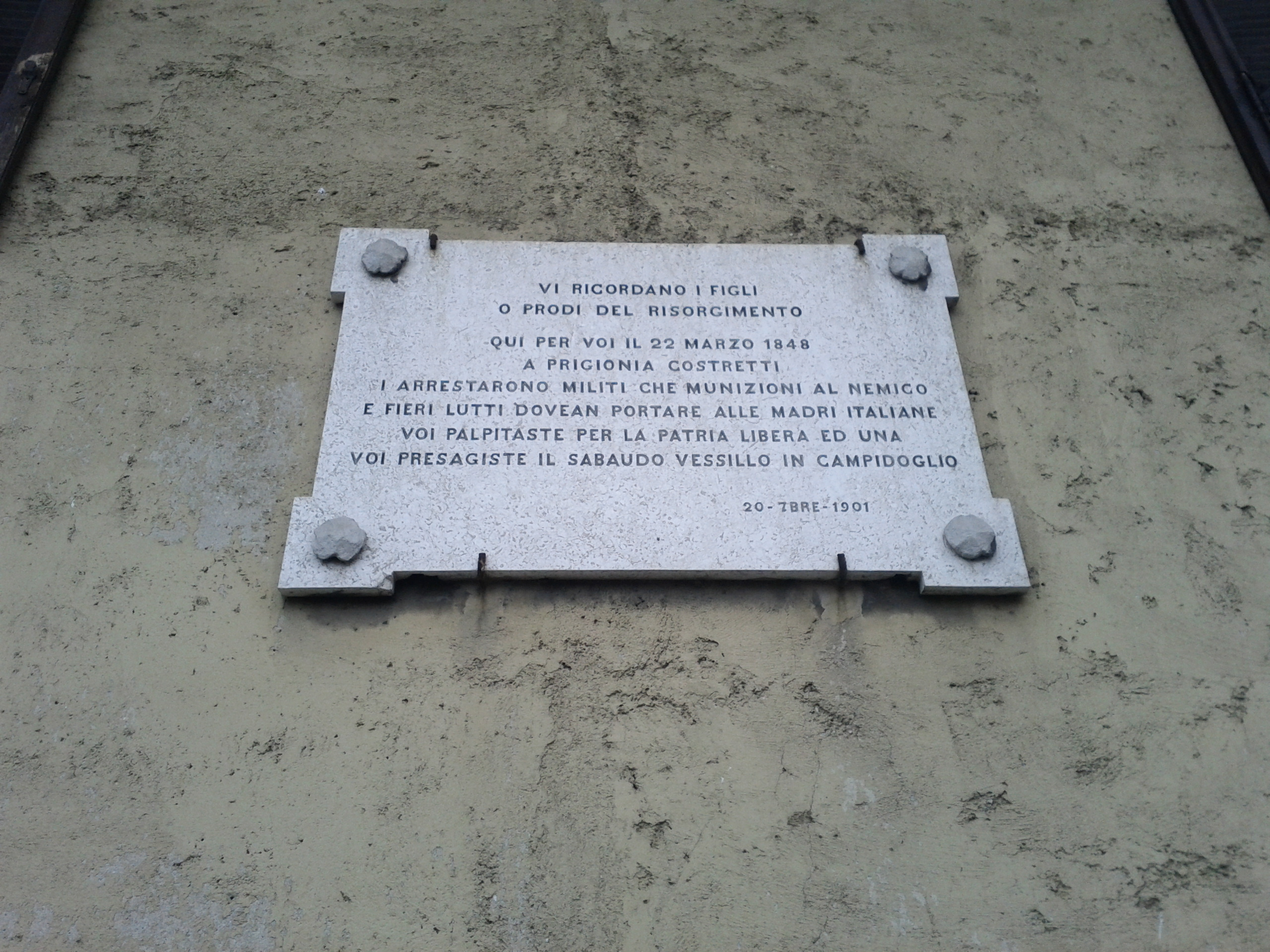
Targa in memoria del fatto di Rezzato (1848)
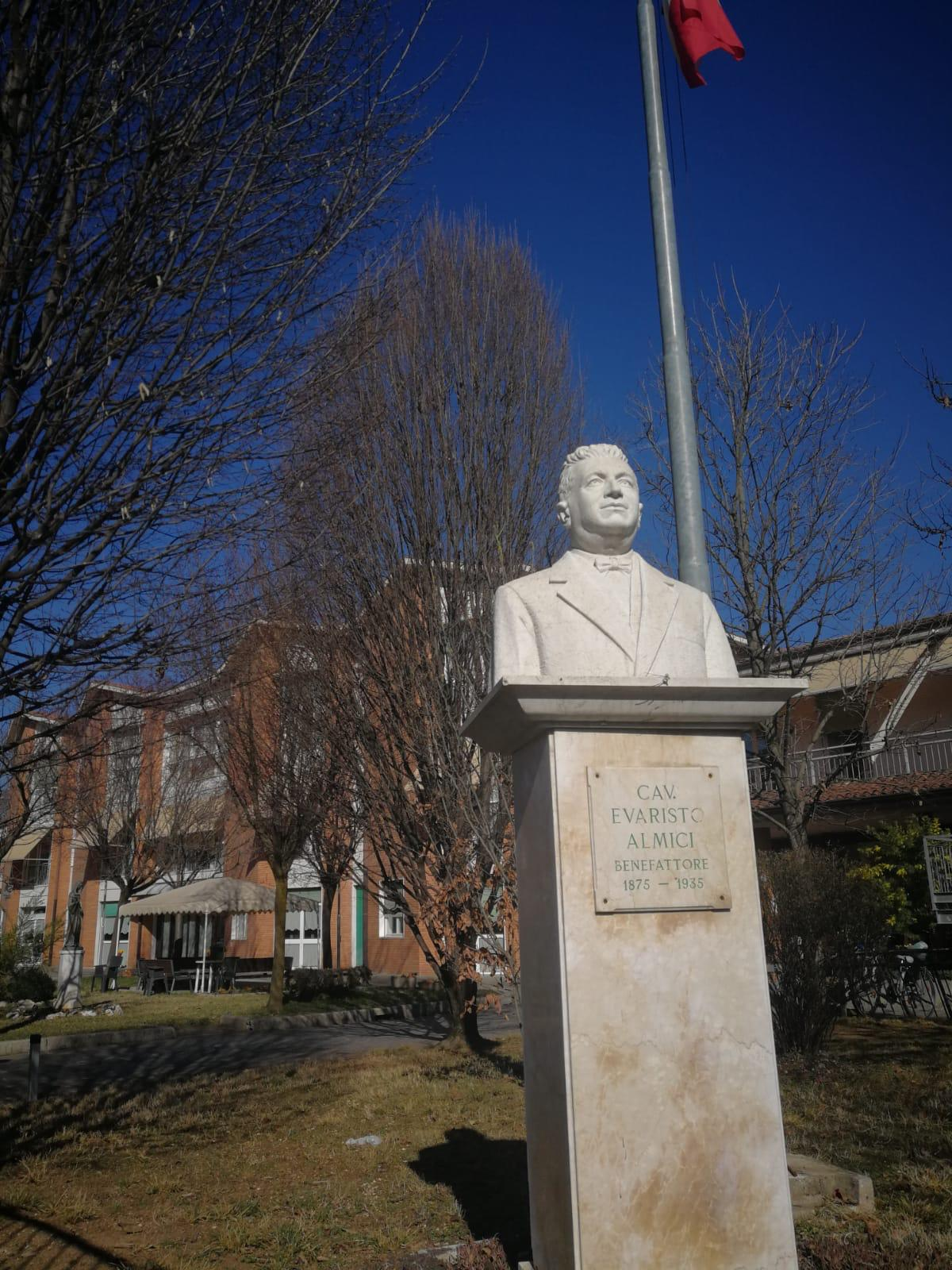
Monumento a Evaristo Almici (1875–1935)